# Stiftskirche St. Gallen

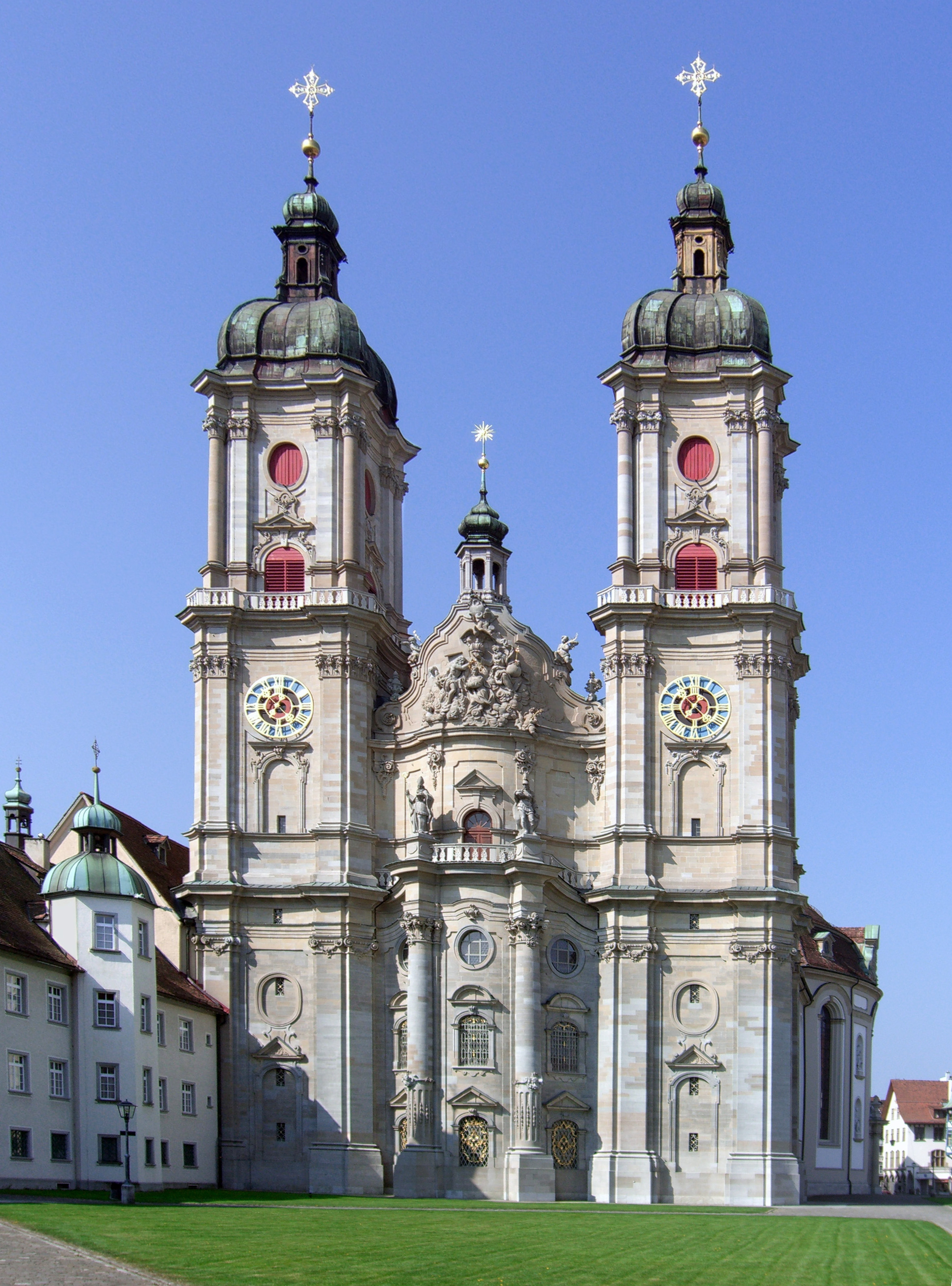
Ostfassade der Stiftskirche mit den charakteristischen Doppeltürmen

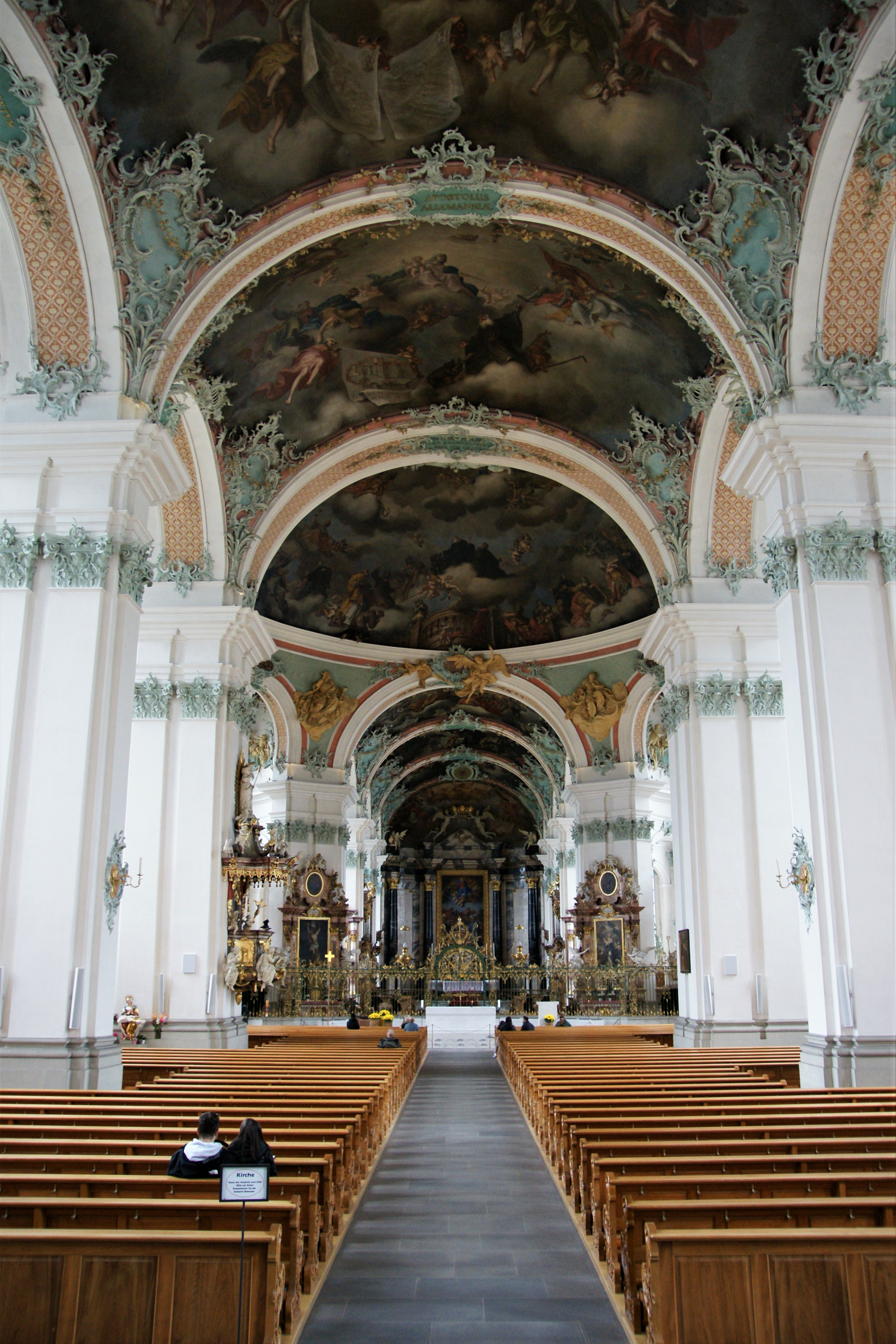
Innenansicht mit Kanzel, Altar- und Chorraum

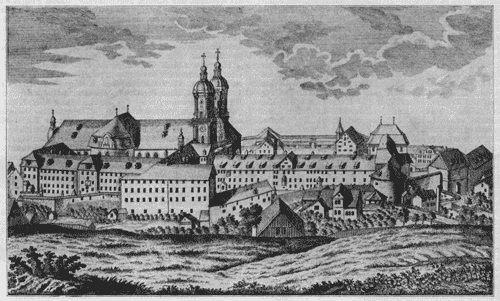
Der neu gebaute Stiftsbezirk auf einer Darstellung von 1769

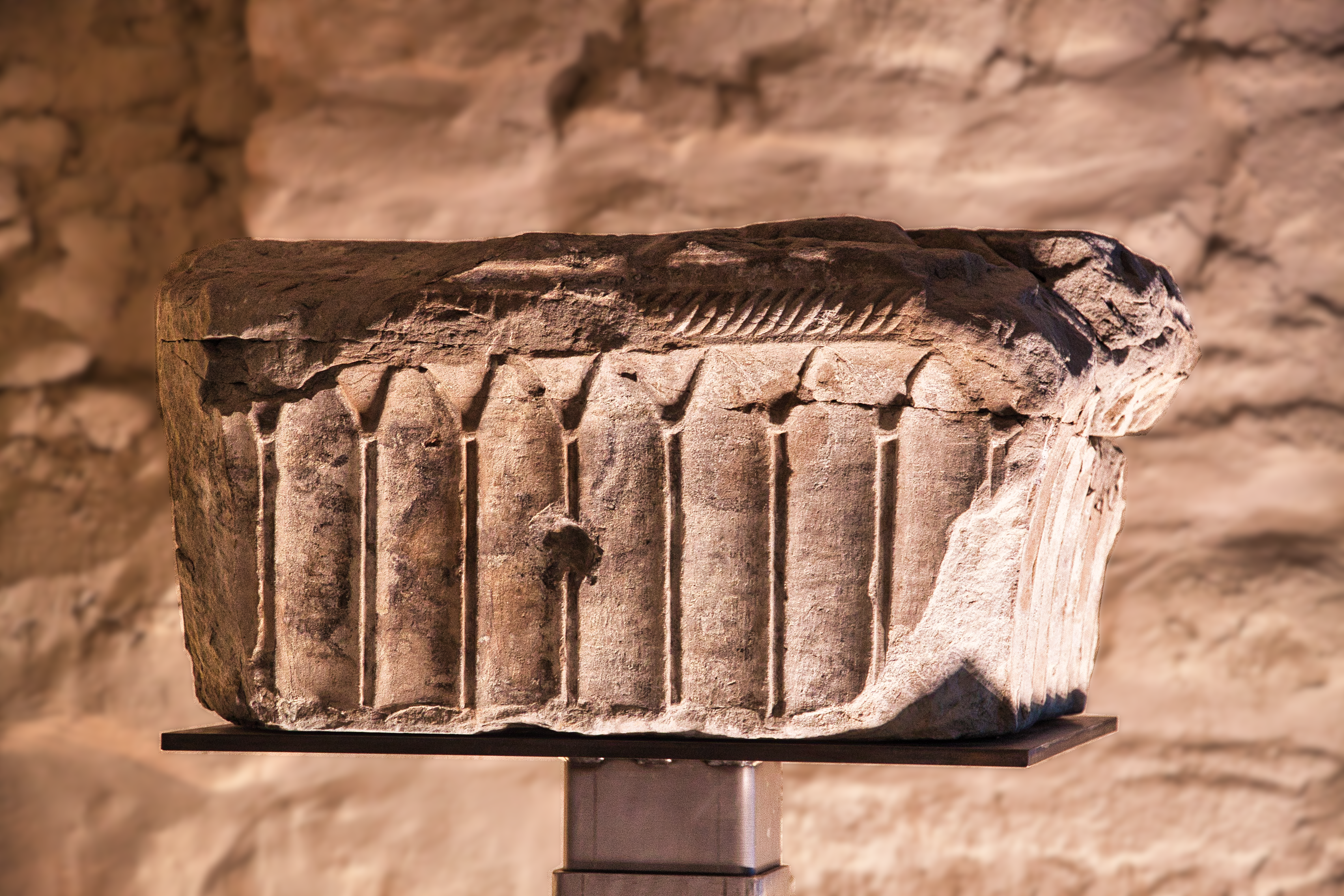
Kämpfer mit Schilfblattmotiv (830er Jahre). Das Loch in der Mitte zeugt von der Wiederverwertung

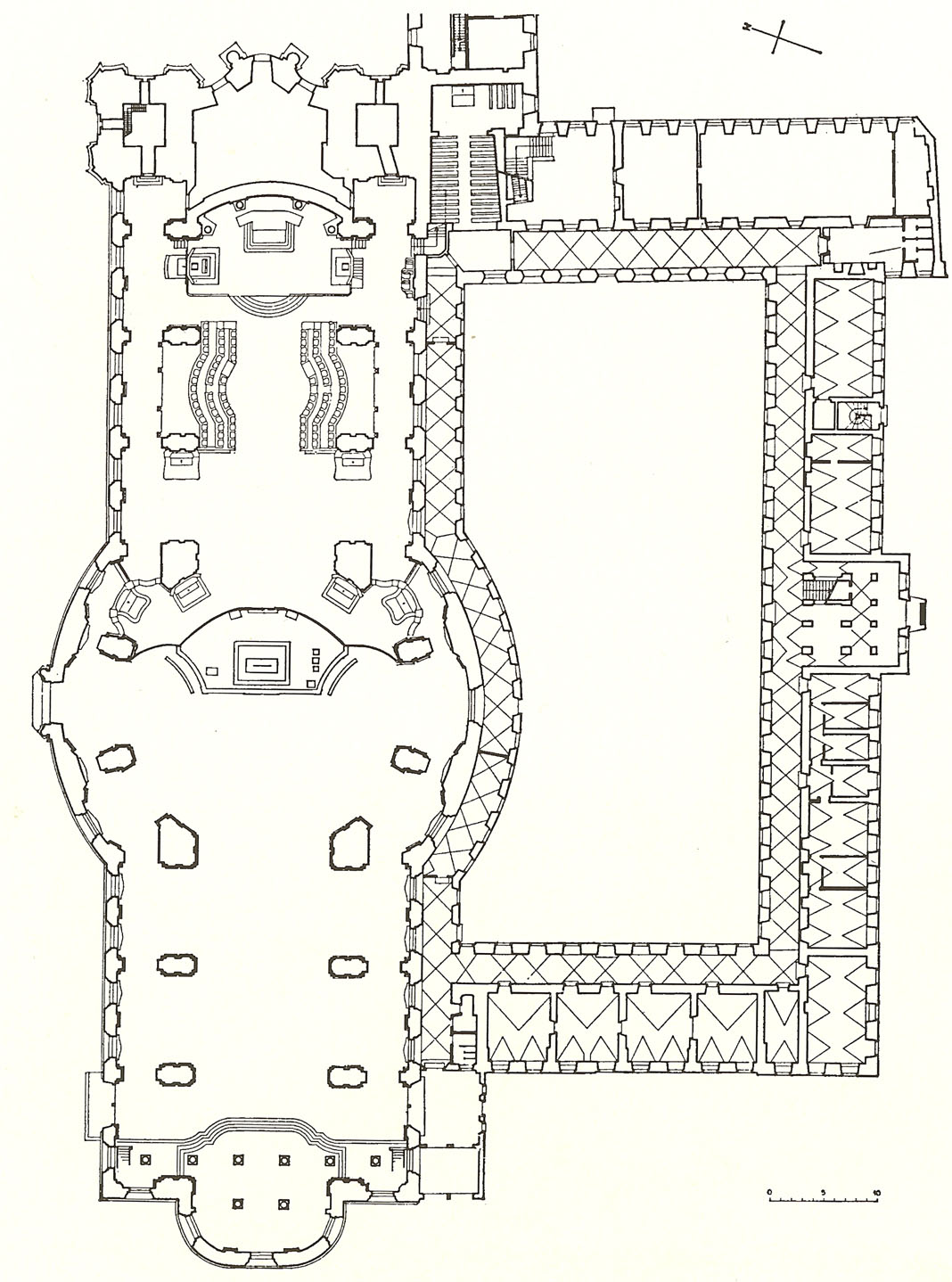
Grundriss (mit dem inneren Klosterhof)

Die Stiftskirche und Kathedrale St. Gallen (eigentlich Stiftskirche St. Gallus und Otmar) ist ein römisch-katholischer Kirchenbau in der Stadt St. Gallen in der Schweiz und seit 1847 Kathedrale des Bistums St. Gallen und Pfarrkirche der Dompfarrei. Zuvor war sie die Stiftskirche des 1805 aufgehobenen Benediktinerklosters St. Gallen. Der zwischen 1755 und 1766 errichtete barocke Neubau wurde zusammen mit dem Stiftsbezirk 1983 als UNESCO-Welterbe in die Liste der schützenswerten Weltkulturgüter aufgenommen.

## Baugeschichte
Archäologische Ausgrabungen von 1963 bis 1967 in der Stiftskirche St. Gallen brachten unter anderem 266 Bauskulpturen ans Licht, die teilweise im so genannten «Gewölbekeller» der Stiftsbibliothek ausgestellt sind. Ein kleiner allseitig bearbeiteter Sandsteinquader, der auf seiner gerahmten Schauseite ein Relief mit einem Blumenornament zeigt, zeugt von einem Bau vor der Regularisierung der koinobitischen Gemeinschaft rund um das Grab des Gallus.
Ungefähr ab dem Jahre 720 organisierte Abt Otmar die Zelle neu. Steinbauten mit bauplastischem Schmuck entstanden. Die Hauptkirche war dreischiffig und umfasste auch eine Krypta. Funde von Schranken, Pfosten, Platten, Säulchen, ein Kapitell und Balken, alle aus Sandstein, stammen aus dieser Zeit. Wiederverwendete Mosaikfragmente belegen, dass der Bau vor 830 mit Mosaiken geschmückt war.
Abt Gozbert ging ungefähr ab dem Jahr 820 das Projekt eines Neubaus der Klosterkirche an. In diesem Zusammenhang entstand der St. Galler Klosterplan. Dieser stellt die ideale Gestaltung einer Klosteranlage zur Karolingerzeit dar. In der europäischen Geschichte ist er das früheste Dokument, das einen eigenen Bau für eine Bibliothek und eine Schreibwerkstatt ausweist. Allerdings liess Abt Gozbert seine Neubauten nicht streng nach diesem Plan ausführen. Aus dieser Zeit stammen Werksteine, die bei den bereits erwähnten Ausgrabungen zwischen 1963 und 1966 gefunden wurden. Es sind Basen, Säulen- und Pfeilerkapitelle und Kämpfer. Wie petrografische Untersuchungen ergaben, handelt es sich um Molassesandstein, der in der Region abgebaut wurde. Diese Werksteine waren nie gefasst. Beschädigungen und historische Reparaturen zeigen, dass sie wiederverwendet wurden. Darauf weisen auch die in die Seiten geschlagenen Löcher bei Kämpfern und Kapitellen. Diese stammen von der Wiederverwendung der Stücke und dienten zum Einhaken der Zangen, mit denen die Steine gehoben und verschoben wurden. Die Wiederverwendung dieser Steine hängt mit dem Brand von 1418 und seinen Spätfolgen zusammen. Der beschädigte Chor wurde abgetragen und zwischen 1438 und 1483 durch einen gotischen ersetzt. Dabei wurden die frühmittelalterlichen Werksteine in den Fundamenten des neuen Chors wiederverwendet.
Die zwischen 1963 und 1967 im Klosterbezirk von St. Gallen archäologisch zu Tage geförderten Bauplastiken bilden laut Faccani und Schindler ein international herausragendes Ensemble, das Abt Gozbert für seine mächtige Klosterkirche schaffen liess. Nirgends nördlich der Alpen seien mit den Kapitellen vergleichbar grosse Werkstücke für die Zeit um 830 nachgewiesen. Gleiches gelte für die ausserordentliche und verblüffend grosse Formen- und Stilvielfalt, mit der die Steinhauer die Kapitelle und Kämpfer gestalteten.
Die Initiative zum Neubau der Stiftskirche geht ins 18. Jahrhundert zurück, als die alte Kirche des Klosters St. Gallen immer baufälliger wurde. Basierend auf den Plänen von Gabriel Loser und Johann Caspar Bagnato führte Peter Thumb zwischen 1755 und 1757 das Langhaus und die Rotunde aus. Der Abriss der alten Gebäude begann am 2. Mai 1755, die Grundsteinlegung für den Neubau fand am 29. August 1756 unter Abt Coelestin Gugger von Staudach im bereits teilweise fertigen Rohbau statt.
Die Innen- und Aussendekoration wurde von Johann Christian Wentzinger für 52.000 Gulden als Gesamtwerk ausgeführt, wobei er die meisten Arbeiten nicht persönlich ausführte, sondern sie nur entwarf, plante und konzipierte. Die Arbeiten am Kirchenschiff waren im Sommer 1760 im Wesentlichen abgeschlossen; am 15. November 1760 fand die Einsegnung statt.
Der Neubau des Chors der Kirche wurde erst 1760 beschlossen. Bis dahin diente der alte gotische Chor als Notkirche. Die Bauleitung ging dafür von Peter Thumb auf Johann Michael Beer von Bildstein über. Weitere Nebengebäude und die Türme wie auch die Innenausstattung wurden in den folgenden Jahren ausgeführt. Die Türme wurden 1766 als letzte Teile des Bauwerks vollendet, im Inneren dauerten kleinere Arbeiten noch bis 1772.
Die kühne Kuppelkonstruktion im Langhaus war bautechnisch schlecht ausgeführt worden, so dass bereits 1773 erste Renovationsarbeiten nötig wurden. Die Probleme der Statik konnten mit dem nachträglichen Einbau eines Gerüsts behoben werden.
1805 wurde die Benediktiner-Abtei St. Gallen aufgehoben. Zwischen 1823 und 1847 war die ehemalige Stiftskirche Kathedrale des Doppelbistums Chur-St. Gallen und seit 1847 des eigenständigen Bistums St. Gallen sowie Pfarrkirche der Dompfarrei. Sie ist Eigentum des Katholischen Konfessionsteils des Kantons St. Gallen.

## Architektur

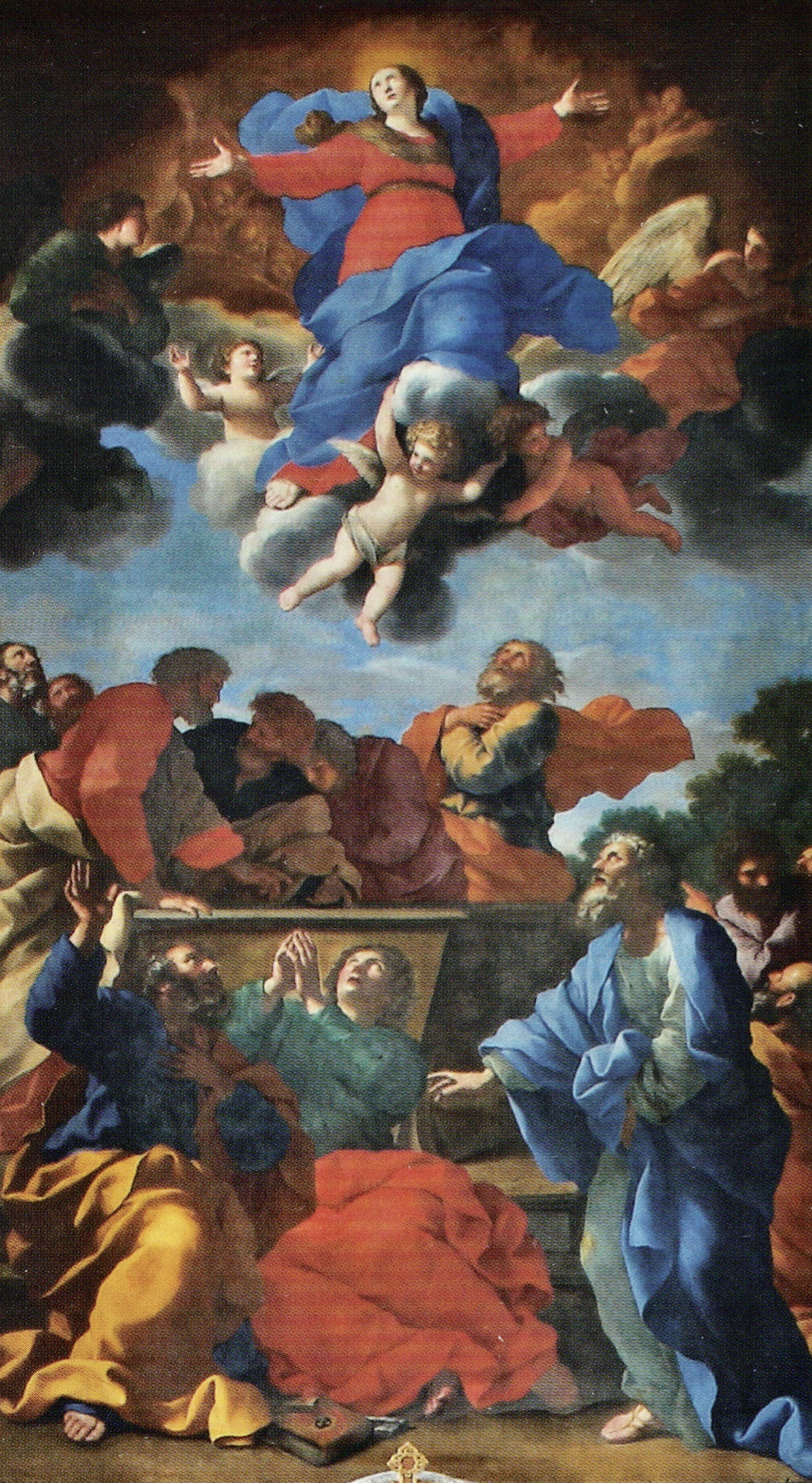
Himmelfahrt Mariae – Hochaltarbild des italienischen Malers Giovanni Francesco Romanelli

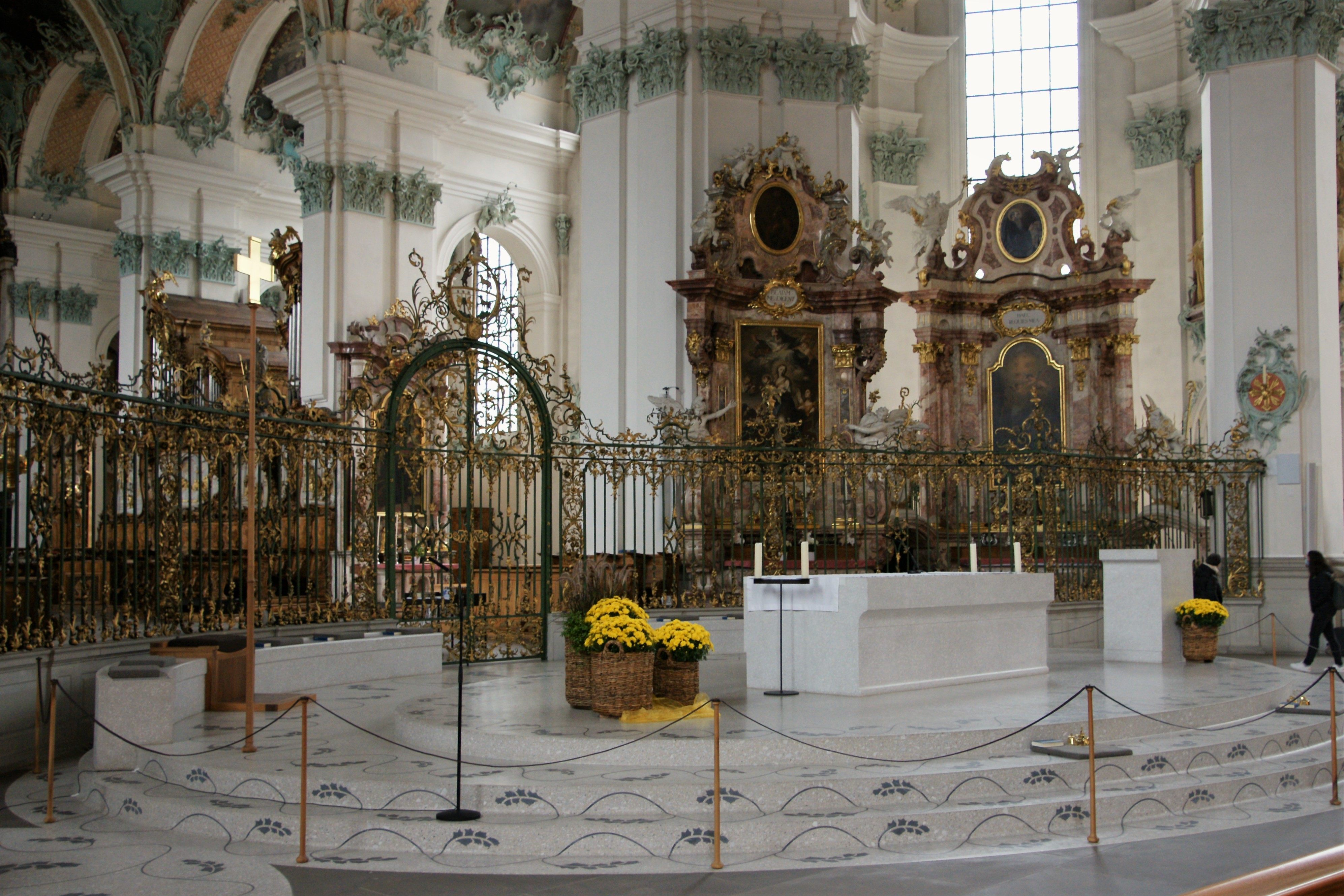
Altarbereich (2013) unter der Rotunde; mit Kathedra des Bischofs, Zelebrationsaltar und Ambo

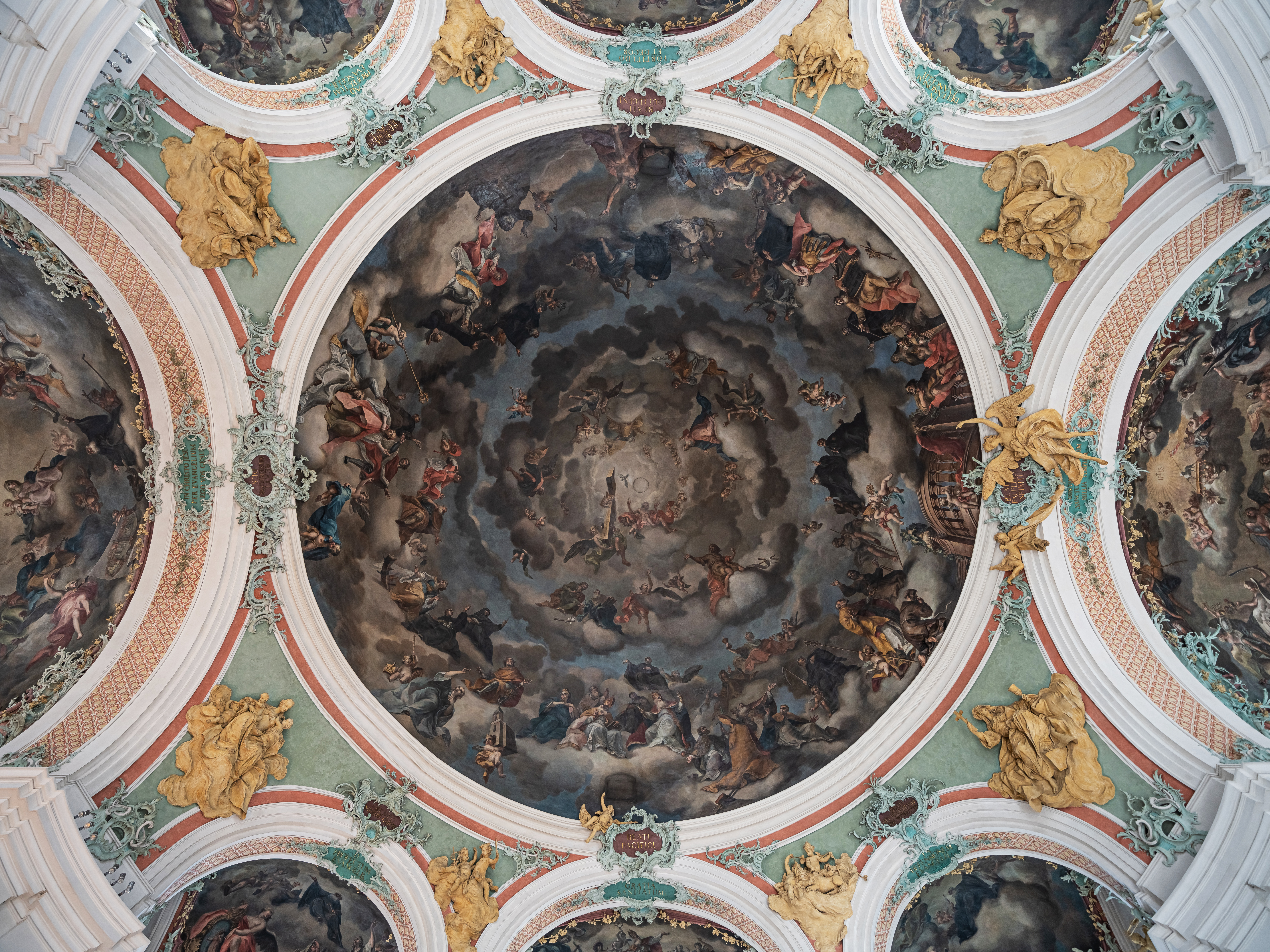
Deckenfresko von Joseph Wannenmacher in der Rotunde

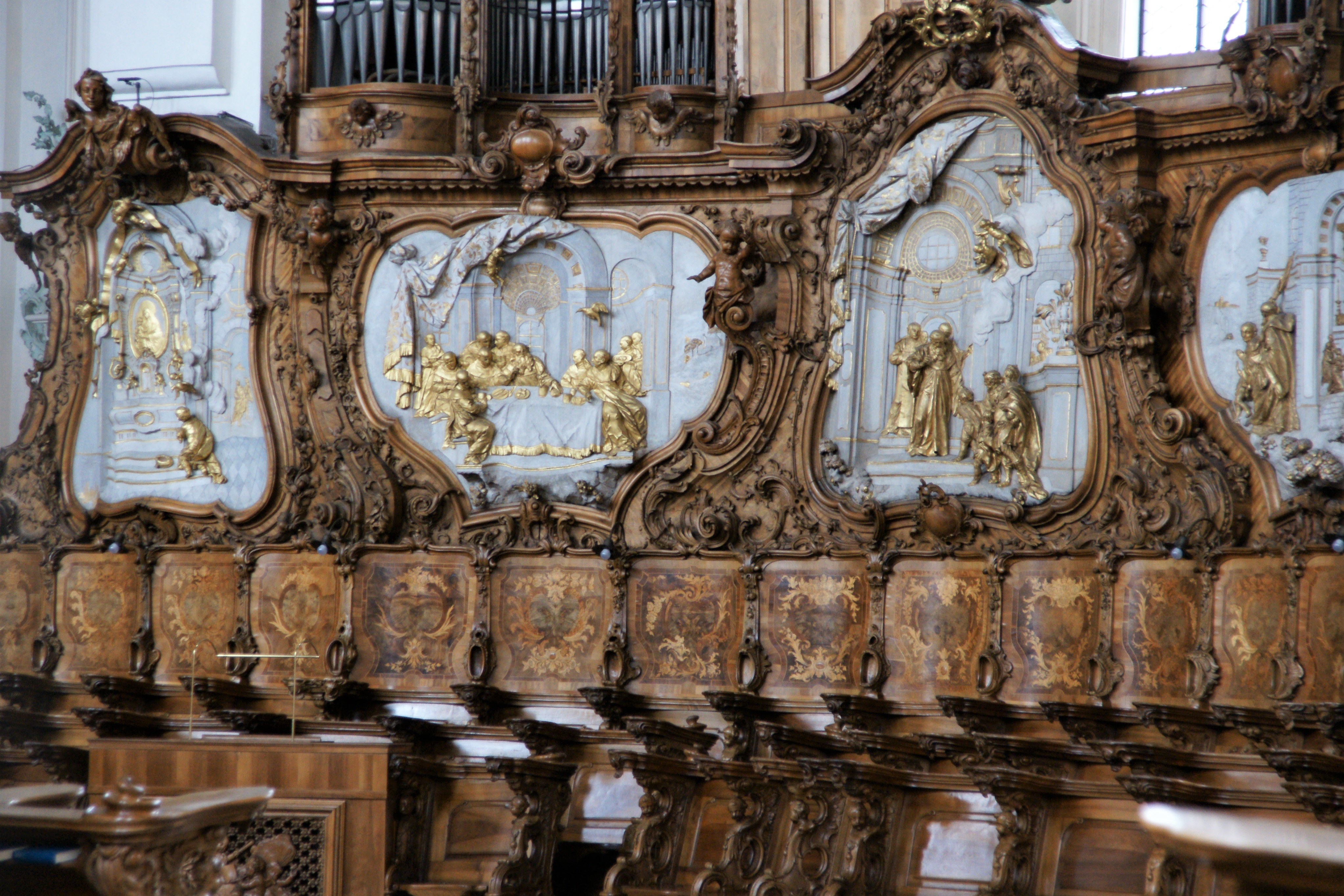
Chorgestühl der Mönche des ehemaligen Benediktinerklosters im Chorraum der Kirche

Die Stiftskirche gilt als eine der letzten monumentalen Sakralbauten des Spätbarocks. Harmonisch gliedern sich der Rotunde nach Westen und Osten in symmetrischer Anlage Schiff und Chor an.

### Ostfassade
Die Ostfassade mit ihren zwei 68 m hohen Türmen ist auf die Pfalzgebäude ausgerichtet. Die von zwei Türmen flankierte Fassade springt in der Mitte vor. Die Türme wachsen ab dem zweiten Geschoss frei empor. Dreifache Pilaster begleiten die abgeschrägten Geschossecken. Die Pilaster sind unten ionisch, im Mittelgeschoss korinthisch und im dritten Geschoss Kompositpilaster. Das zweite Turmgeschoss nimmt Ziffernblätter auf, das dritte doppelte Schallarkaden. Alle sonstigen Öffnungen sind als Blendöffnungen ausgeführt. In der Mitte trennen Halbsäulen die konvex gebogene Mitte und die konkaven Nebenachsen. Das pilastergegliederte Giebelgeschoss ist niedriger. In Verlängerung der Säulen stehen auf Postamenten Statuen der Heiligen Desiderius und Mauritius. Der Volutengiebel mit mehrfach geschwungenem Umriss zeigt die halbplastische Himmelfahrt und Krönung Mariens durch Christus und Gottvater. Eine zwiebelbekrönte Laterne schließt den Giebel ab. Die Fassade besitzt kein Portal.

### Weiterer Aussenbau
Die Langschiffwände präsentieren sich bis auf große Rundbogenfenster ungegliedert. Nur die sich vorwölbende Rotunde wird durch Figurennischen und Fenster zwischen Lisenen gegliedert. In den Nischen stehen die Figuren folgender Heiliger mit ihren Attributen: Gallus (oben links, Brot und Bär), Otmar von St. Gallen (oben rechts, Abtstab und Weinfass), Petrus (unten links, Schlüssel und Buch), Paulus (unten rechts, Schwert und Buch). Über dem Hauptgesims sitzt ein Volutengiebel mit dem bischöflichen Wappen. Das Portal zeigt toskanische Säulen und Gebälk sowie einen Giebel.

### Innenraum
Der Grundriss zeigt einen dreischiffigen Längsbau mit zentraler, segmentförmig vorwölbender Rotunde. Langhaus und Chor bestehen jeweils aus drei breitrechteckigen Jochen. Demgegenüber weisen die vier Vierungspfeiler ein Längsrechteck aus. Im Osten und Westen schließen Apsiden den Raum ab. Der große, hell beleuchtete Raum wird in seiner ganzen Länge von Nebenräumen oder Abseiten begleitet. In Langhaus und Chor sind diese durch hohe Durchgänge verbunden. So entsteht der Eindruck von Seitenschiffen. Im Gegensatz zu den Langhausabseiten sind die Abseiten im Bereich der Rotunde gekurvt, die Durchgänge sind niedrig. Die höheren Fenster der Zentralrotunde führen zu gestelzten Gewölbeansätzen. Gedeckt werden die Abseiten der Rotunde durch Flachkuppeln, sonst durch Quertonnen. Prägend für den Gesamteindruck sind die mit Pilastern besetzten Wandpfeiler. Deren Gebälk wird an den Pfeilerflanken bis zur Langhauswand geführt. Besonders herausgehoben sind die Vierungspfeiler. Sie wachsen auf mehreckigem Grundriss empor und werden von Doppelpilasterpaaren ummantelt. Im Westen befindet sich die mit einer geraden Brüstung versehenen Orgelempore. Toskanische Säulen tragen die Empore.
Die St. Gallener Stiftskirche St. Gallus und Otmar stellt ein Musterbeispiel für die Verbindung von Längsbau und Zentralbau dar. Ihre mittig angeordneten, gekurvten Querarme sind charakteristisch für die spätbarocke Sakralbaukunst: Ähnliche Lösungen finden sich in Neresheim (dort im Außenbau rechteckig ummantelt), Wiblingen bei Ulm oder bei der Wallfahrtskirche Birnau. Langhaus und Chor mit ihren Wandpfeilern stehen in der Tradition des Vorarlberger Münsterschemas. Der Verzicht auf Kurvungen in Langhaus und Chor weist auf den Klassizismus. Emporen fehlen.

## Ausstattung
Die malerische und plastische Ausstattung zwischen Rokoko und Klassizismus ist das Werk süddeutscher Meister. Die Stuckaturen stammen von den Gebrüdern Johann und Mathias Gigl, die Stuckreliefs von Johann Christian Wentzinger.
Die Deckengemälde sind das Werk Joseph Wannenmachers. Jene in der Flachkuppel der Rotunde zeigen die Ankunft Gottes in Gegenwart der Seligen, während in den Schiffskuppeln Gallus, Otmar, Magnus und Wiborada, die großen Gestalten der Geschichte des Klosters, dargestellt sind. Das Doppel-Chorgestühl mit Reliefs aus dem Leben des heiligen Benedikt sowie die acht Beichtstühle im Schiff gehen auf Joseph Anton Feuchtmayer zurück.
Die geschnitzten Bankdocken im Schiff sowie die vier Altäre in der Rotunde und ihre Figuren schuf Fidel Sporer. Die Kanzel fertigte Josef Anton Dirr 1786 nach einem Entwurf Feuchtmayers an. Josef Simon Moosbrugger baute 1808–1810 den Hochaltar und die Orgelempore in klassizistischen Formen.
Die Ostkrypta geht im Kern bis ins 9. Jahrhundert zurück. Hier befindet sich der Überlieferung zufolge das Grab des heiligen Gallus. Ein Stück seines Schädels wird noch hier in einem Reliquiar gezeigt. In dieser Krypta finden sich zudem die Gräber der drei letzten Fürstäbte des Klosters: Coelestin Gugger von Staudach, Beda Angehrn und Pankraz Vorster. In der Westkrypta befinden sich die Gruft des Heiligen Otmar und der Bischöfe von St. Gallen, die auch heute noch dort beigesetzt werden.
Nach der Aufhebung des Klosters St. Gallen 1805 wurden kleinere Änderungen im Inneren der Kirche vorgenommen. Der Thron des Abtes wurde etwas versetzt und der Hochaltar zum Gemeindealtar umfunktioniert. Bauschäden machten weitere Renovationen notwendig, in deren Zuge Antonio Moretto bis 1824 mehrere Deckengemälde neu ausführte. Weitere umfassende Renovationen wurden 1841 bis 1845 (Ostfassade), 1866/1867 (umfassende Innenrenovation) und 1928 bis 1938 (umfassende Aussenrenovation) durchgeführt. Die letzte umfassende Renovation wurde von 2000 bis 2003 vorgenommen. Im Inneren der Kirche sind heute noch einige wenige Kunstgegenstände des Domschatzes zu sehen.
Ein neuer Zelebrationsaltar mit Ambo wurde nach dem Zweiten Vatikanischen Konzil in etwa der Mitte der Kirche, vor dem durch ein Gitter getrennten Chorraum errichtet. Dieser sollte nur ein Provisorium sein, aber erst 2013 wurden Ambo, bischöfliche Kathedra und Sedilien und der Altar neugestaltet und geweiht.

Die vier Statuen neben dem Nordportal
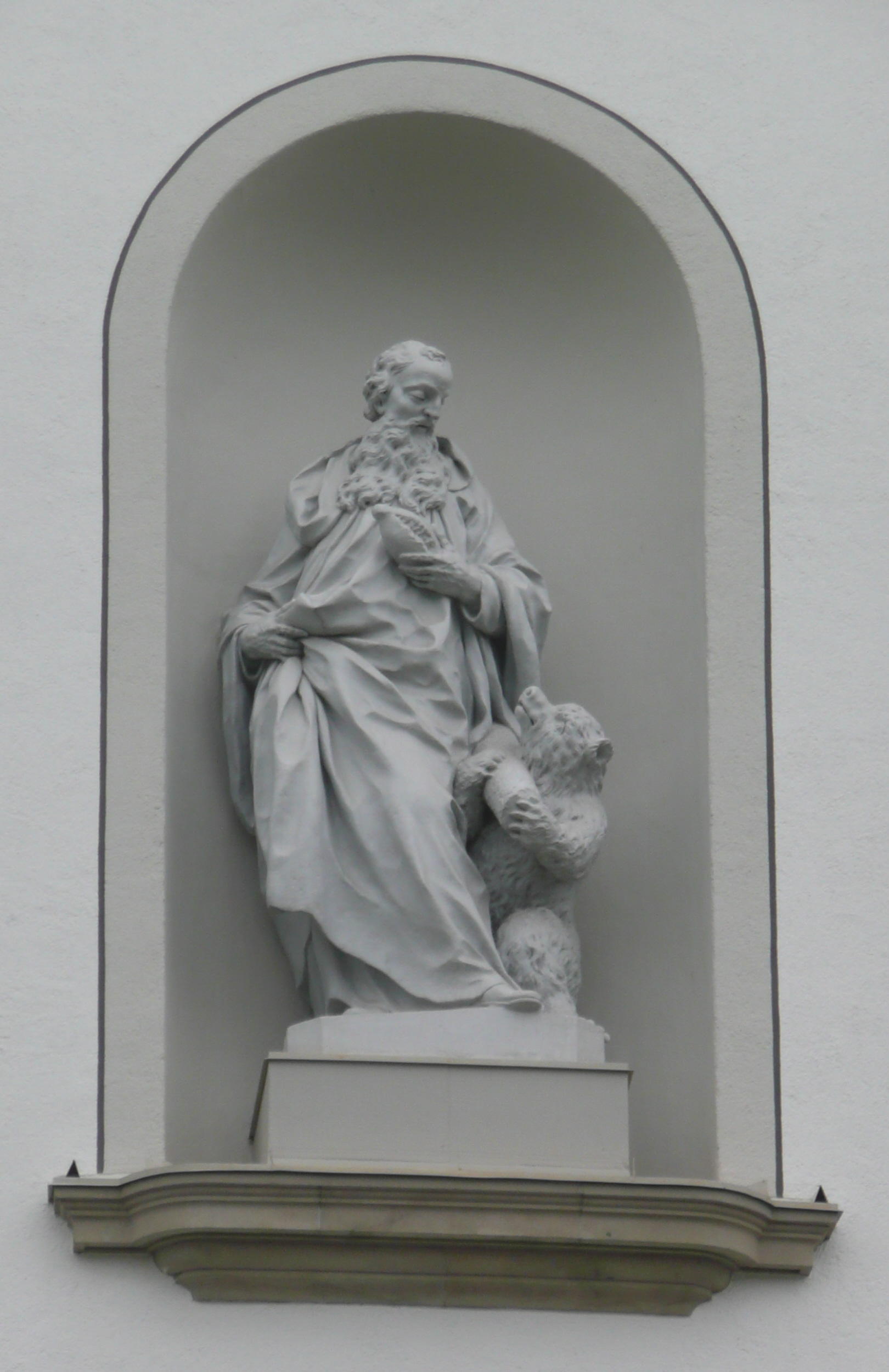
Gallus
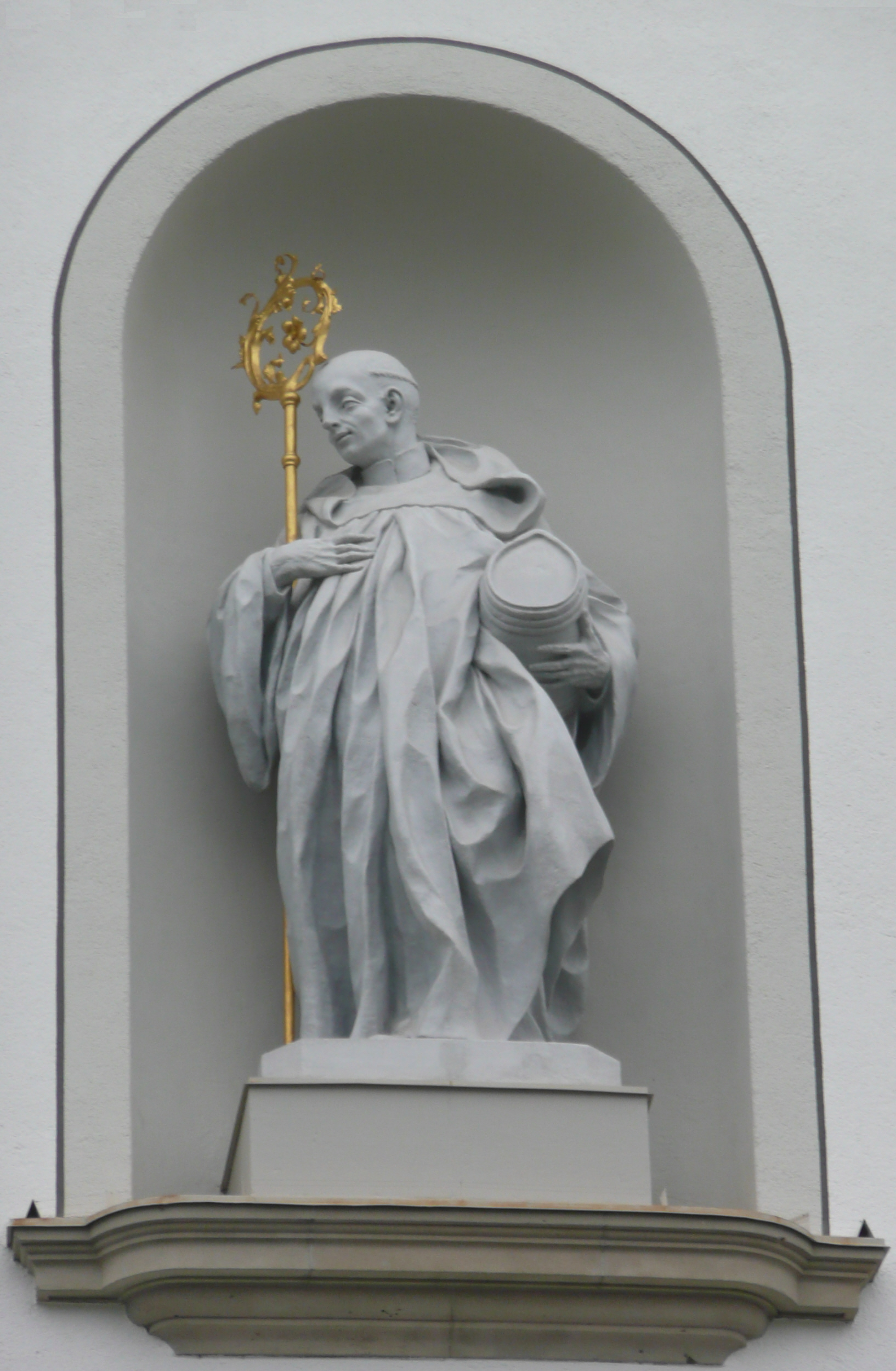
Otmar
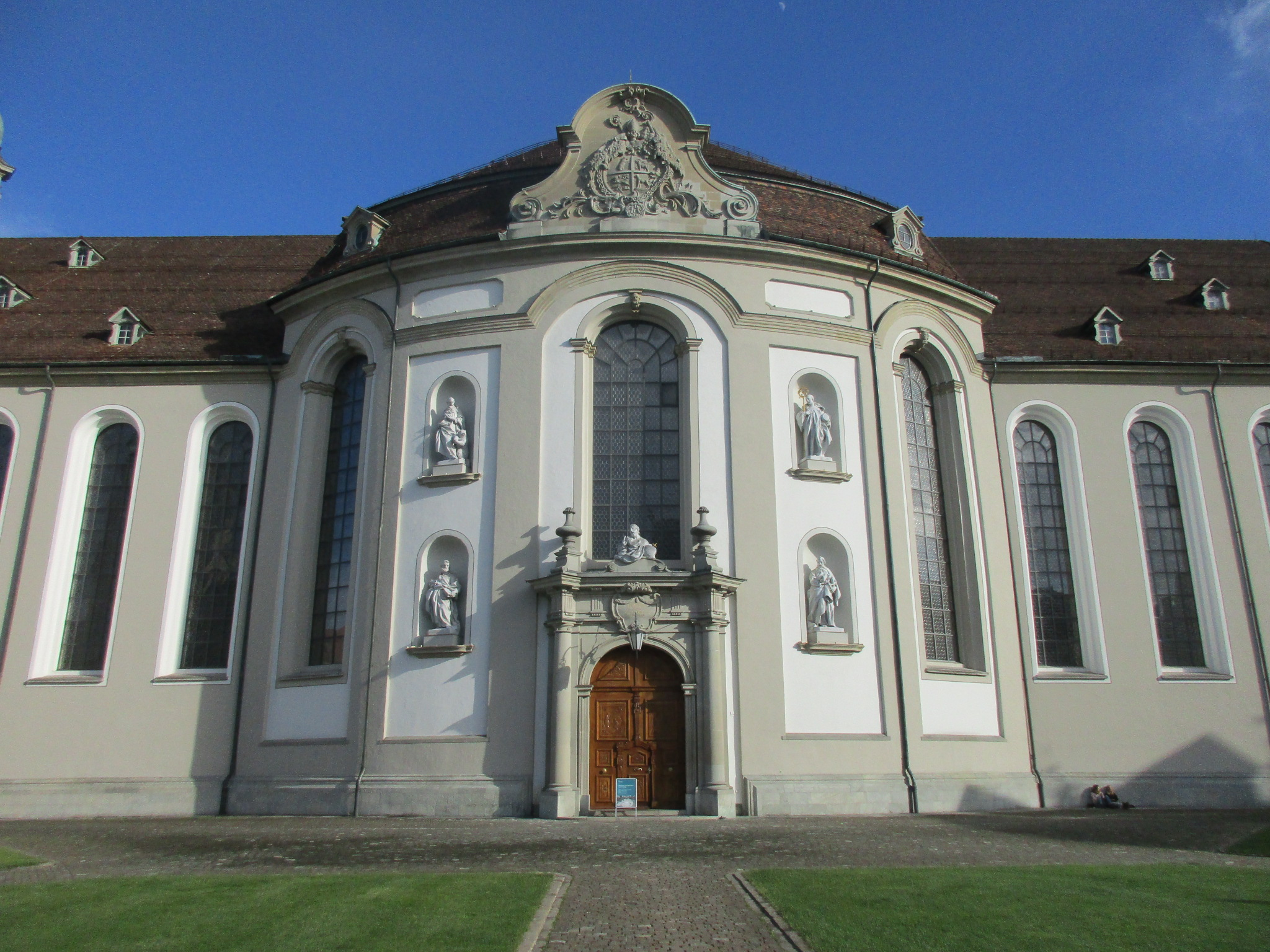
Nordportal
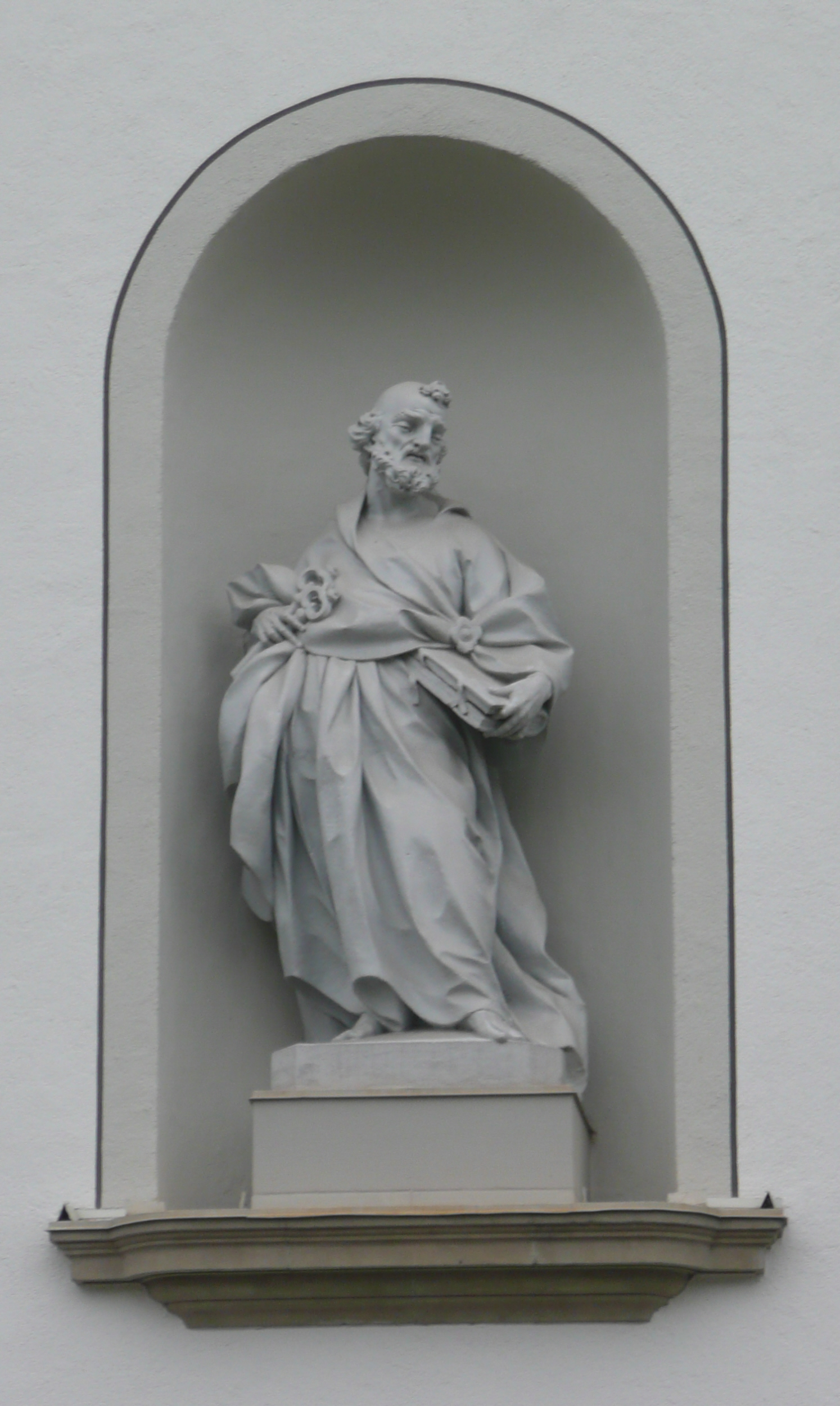
Petrus
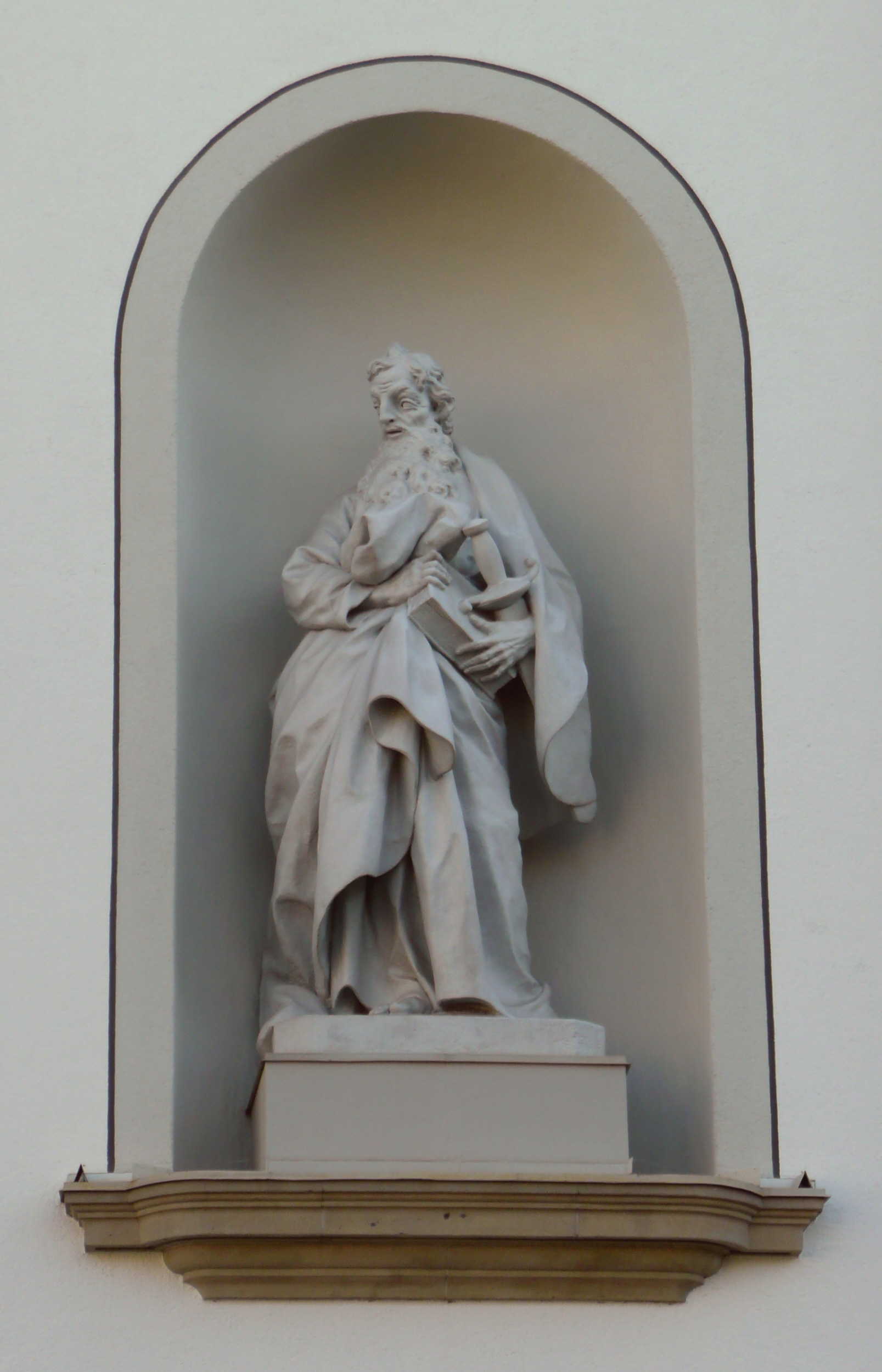
Paulus

### Reliefs der Gallusvita

Position der Gallusreliefs

Die acht hochrechteckigen Stuckreliefs an den Pfeilern des Rotundenumgangs oberhalb der Durchgänge schuf Johann Christian Wentzinger (oder Wenzinger) eigenhändig zwischen 1757 und 1759. Sie stellen innerhalb der als Ganzes hervorragenden Ausstattung in der Stiftskirche einen künstlerischen Höhepunkt dar. Denn sie sind in Bezug auf die Bilderfindung, auf die Charakterisierung der Figuren, die Abstimmung auf den jeweiligen Standort und die Einbindung in den Raum Höchstleistungen barocker Bildhauerkunst. Eines von Wenzingers gestalterischen Grundprinzipien ist es, Grenzen stets zu betonen, statt sie in Rokoko-Ästhetik aufzuheben. Der Stuck wirkt wie appliziert, statt die Architektur zu überwuchern und zwischen ornamentalen und figürlichen Elementen wird farblich klar getrennt: Rocaillen sind in kühlem Malachit, der figürgliche Stuck dagegen in warmem Ocker gefasst, die Rahmen nehmen das Purpurbraun der Nebenaltäre und der feinen Rahmenleisten der Deckenfresken im Langhaus auf. Dass Requisiten an einigen Stellen über den Reliefrahmen hinausragen und Rocaillen ins Relief wachsen und von den Figuren beansprucht werden, sind Grenzüberschreitungen, welche die Grenzen gerade unterstreichen. Der untere Reliefrahmen ist etwas vorgetreppt, sodass für die Figuren wie ein Balkon entsteht. Diese sind in ausgeprägter Dreidimensionalität geformt und stark hinterschnitten. Dadurch bleiben die Reliefs aus verschiedenen Schrägsichten bildwirksam. Die Figuren nehmen nur die Raumzone vor dem Reliefgrund in Anspruch. Denn dieser ist nicht perspektivisch als Illusionsraum gestaltet; vielmehr ist er leer. Das bewirkt Zweideutigkeit: Einerseits gibt er sich als Wandfläche hinter Bilderrahmen und -figuren zu erkennen. Andrerseits erscheint er paradoxerweise nicht massiv-undurchdringlich, sondern wird zum freien Handlungsraum für die bewegten Figuren.
Die acht Reliefs stellen Szenen aus dem Leben des heiligen Gallus dar. In jedem ist er die Hauptfigur. Die Reliefs sind in einen hochrechteckigen Rahmen gesetzt, der von Rocaillenkartuschen bekrönt ist. Darin findet sich der lateinische Titel der dargestellten Szene. Die Darstellungen sind über die rein biografische Episode hinaus exemplarisch zu verstehen. Viele Personen erscheinen in der Mode des 18. Jahrhunderts gekleidet, ein deutlicher Hinweis auf die Aktualität und die exemplarische Bedeutung. Jede Episode kann für sich allein stehen. Ihre Position im Raum verunmöglicht es ohnehin, sie chronologisch zu lesen. Die folgende Anordnung orientiert sich am Übersichtsplan von Grünenfelder.

#### Einkleidung der Fridiburga
Der lateinische Titel in der bekrönenden Rocaillenkartusche umreisst das Thema: VESTIMENTUM SALUTIS. Das lässt sich übersetzen als Das Kleid des Heils. Es handelt sich um eine Anspielung auf die Bibelpassage: Von Herzen will ich mich freuen über den Herrn. Meine Seele soll jubeln über meinen Gott. Denn er kleidet mich in Gewänder des Heils, er hüllt mich in den Mantel der Gerechtigkeit, wie ein Bräutigam sich festlich schmückt und wie eine Braut ihr Geschmeide anlegt. (Jesaja 61,10 ) Das Bild zeigt, wie Gallus der alemannischen Herzogstochter Fridiburga, der Verlobten von König Sigibert, das Ordenskleid überreicht. Den Schleier wählte Fridiburga, weil Gallus sie zuvor von einer starken Krankheit geheilt hatte. In der Folge entschloss sich Fridiburga, ihre Leben Gott zu weihen und ins Kloster einzutreten. In diesem Zusammenhang bedeutet «Heil» auch Heilung. Leicht vorgeneigt übergibt Gallus mit sprechender Geste der vor ihm knienden, vornehm gekleideten jungen Frau das Ordenskleid. Am rechten Rand hält eine würdige Nonne in ihren Händen den Schleier bereit.

#### Zerstörung der Götzen in Tuggen

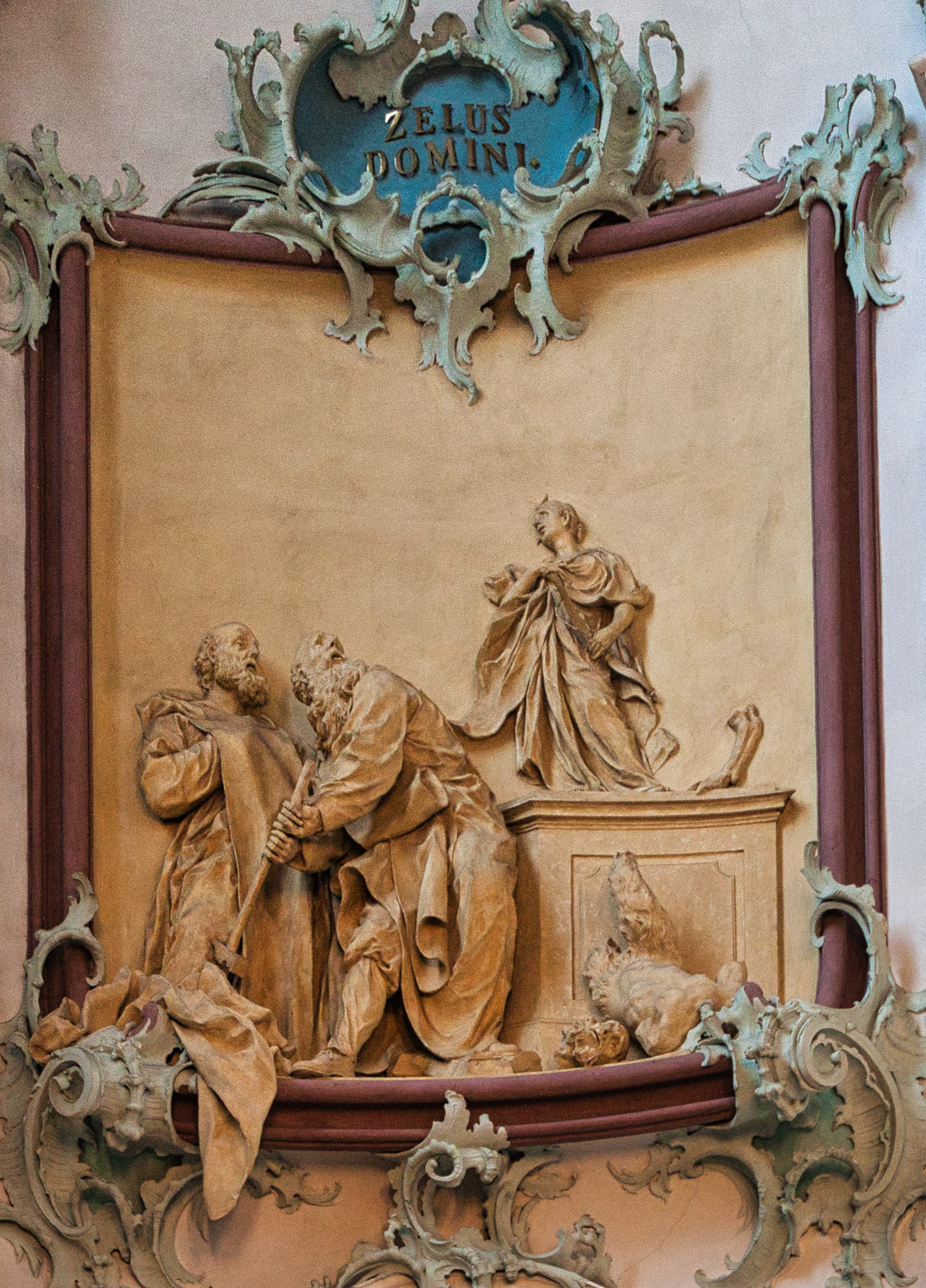
Der hl. Gallus zertrümmert Götzen in Tuggen

In der Titelkartusche, welches das Relief bekrönt, steht in Latein: ZELUS DOMINI. Der Titel spielt an auf die Erzählung von Johannes über die Tempelreinigung: Seine Jünger erinnerten sich an das Wort der Schrift: Der Eifer für dein Haus verzehrt mich. (Johannes 2,17 ) Der Evangelist nimmt Bezug auf den Psalm: Denn der Eifer für dein Haus hat mich verzehrt; die Schmähungen derer, die dich schmähen, haben mich getroffen. (Psalmen 69,10 ). Das Relief zeigt Gallus, der seinen Mantel auf die Rocaille unten links abgelegt und seinen Habit hochgekrempelt hat, um erneut mit seinem langstieligen Hammer wuchtig auszuholen. Mit einem Schlag will er die wunderschöne Statue der Diana, die ihren Jagdbogen in der Linken hält, von ihrem Sockel hauen. Er hat den sie begleitenden Hirsch bereits heruntergeschlagen. In eigenartigem Kontrast zu dem eifernden Missionar steht sein ebenfalls bärtiger Mitbruder verblüfft da, die Hände unter dem Skapulier gefaltet.
Laut Vita des heiligen Gallus waren er und der irische Mönch Kolumban im Jahr 610 bis 612 auf Alemannenmission in Tuggen und Bregenz. An beiden Orten hielt Gallus Predigten und zertrümmerte anschliessend heidnische Götzenbilder.

#### «Segen des Vaters»

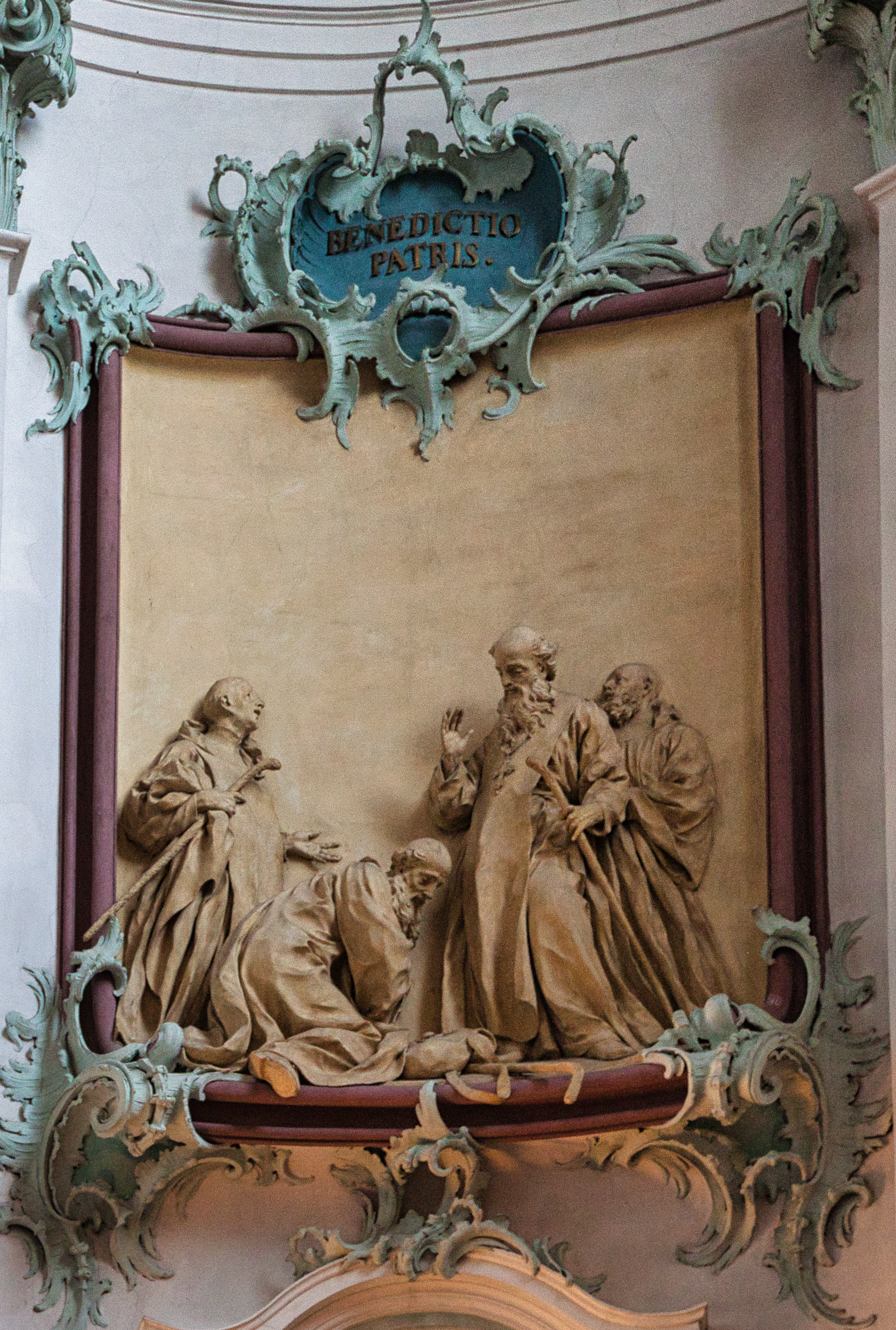
Abschiedssegen des Abtes Kolumban

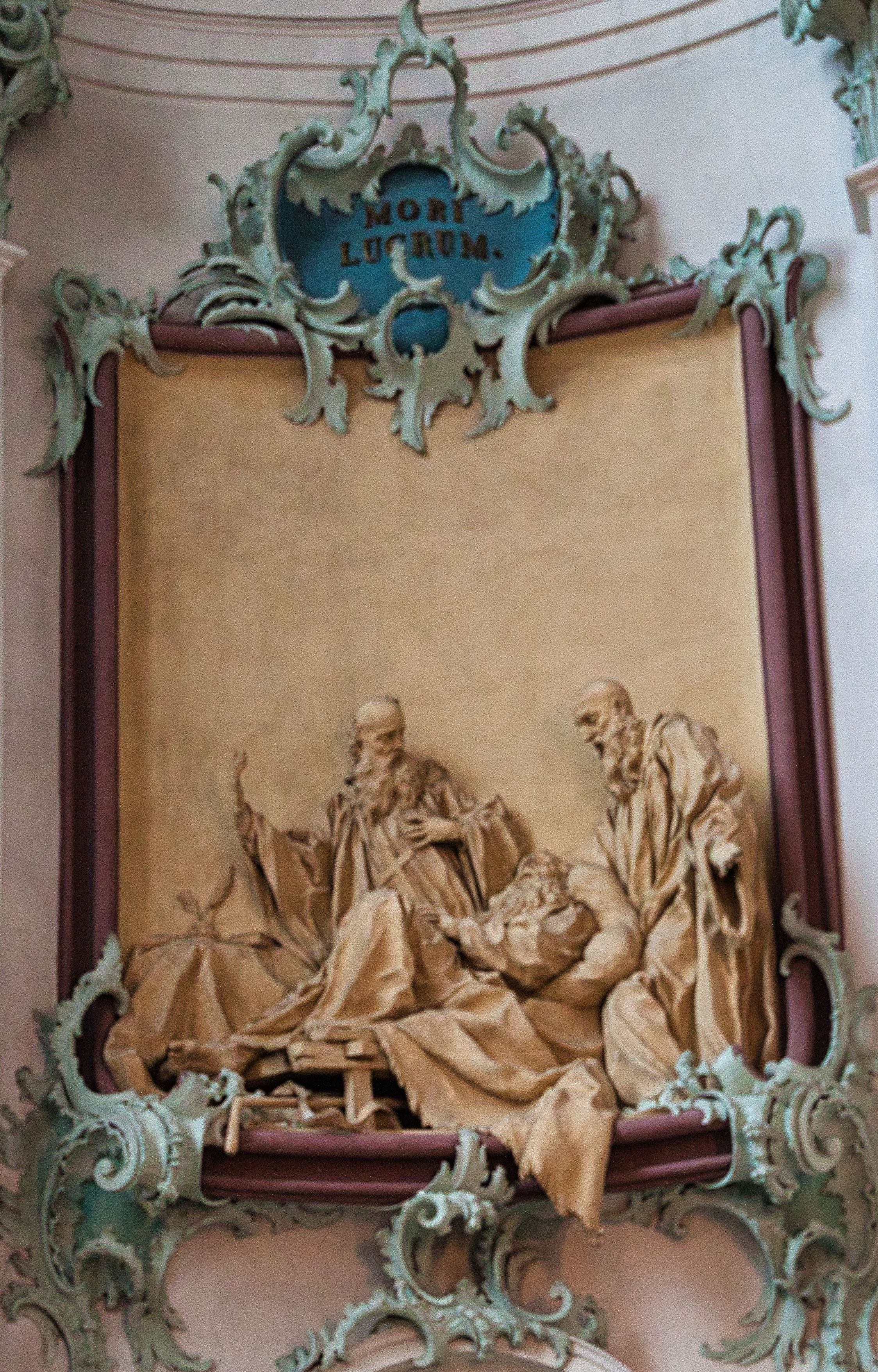
Tod des hl. Gallus

Wie in der Titelkartusche zu lesen ist, lautet die lateinische Inschrift BENEDICTIO PATRIS, was als Der Segen des Vaters zu verstehen ist. Diese Formulierung spielt an auf das Wort: Der Segen des Vaters festigt die Wurzel, doch der Fluch der Mutter reisst die junge Pflanze aus. (Sirach 3,9 ) Dargestellt ist der Abschiedssegen des Abtes Kolumban. Nur widerwillig entsprach der gestrenge Abt der Bitte des kranken Gallus. Dieser wollte krankheitshalber in Bregenz zurückbleiben statt mit Kolumban nach Italien weiterzureisen. Gallus kauert bittend auf dem Boden, eigentlich gehorchend mit Wanderstock und Tasche zur Reise gerüstet. Hinter ihm legt ein Mönch mit erklärender Handbewegung Fürbitte für Gallus ein. Kolumban erhebt die Hand zum Segen. Seine Haltung und sein Mund, der auf den auf seinen Füssen Liegenden hinunterspricht, drückt eher Schelte als Segen aus. Beides dürfte die Zweifel des Abtes an der Ernsthaftigkeit der Krankheit und folglich der Triftigkeit der Begründung des Bittstellers zum Ausdruck bringen, den er denn auch mit der harten Auflage bestrafte, erst wieder die Messe lesen zu dürfen, wenn er von seinem, Kolumbans, Tod erfahre. Ausser dem in eine Kukulle gekleideten Begleiter des Abtes sind alle mit Wanderstöcken für die Abreise gerüstet. Sie gehen auf getrennten Wegen: Kolumban und seine Jünger nach Italien, Gallus in die Einsamkeit des Arboner Forstes.
Ein halbes Jahrhundert früher hatte Erwin Poeschel die Darstellung dieses Reliefs noch anders interpretiert. Laut Poeschel zeige das Relief, wie Gallus einen auf die Wanderschaft gehenden Mönch segnet. Poeschel mutmasste, dass es sich um den nach Bobbio ausgesandten Mitbruder handeln könnte. Dieser sollte sich nach Columbans Tod erkundigen, den Gallus in einem Traumbild erahnt habe. Diese Lesart lehnt Grünenfelder als kaum zutreffend ab. Er fragt, wozu der Abt für die Segnung eines wegziehenden Mönches einen Wanderstab bräuchte? Gegen Poeschels Lesart spreche auch die Tatsache, dass Gallus in keinem der übrigen Reliefs als Abt dargestellt sei. Deshalb sei die oben beschriebene Lesart plausibel, dass Gallus der niederkniende Mönch und der dargestellte Abt Kolumban sei, der sich anschicke, sich auf den Weg nach Italien zu machen. Das Relief stelle also den Moment dar, wo sich der beiden Wege trennten.

#### Tod des heiligen Gallus
Der lateinische Titel in der bekrönenden Kartusche lautet: MORI LUCRUM, auf Deutsch etwa: Sterben ist ein Gewinn. Diese Formulierung nimmt Bezug auf die Bibelpassage Denn für mich ist Christus das Leben, und Sterben Gewinn. (Philipper 1,21 ). Das Pauluswort umschreibt das Leben des heiligen Gallus treffend. Das Relief stellt den Augenblick des Hinschieds des heiligen Gallus dar. Symbolisch verweisen Elemente auf das Leben: Die Schreibfedern im Tintenfass auf dem Tisch im Hintergrund sind bereit für die nächsten Schriftzeichen und das angewinkelte linke Knie unter der schweren Decke, zeigen an, dass Gallus noch lebt. Schon auf den Tod verweisen das geschlossene Buch auf dem Tisch, das auf ein vollendetes Lebenswerk verweist, die geschlossenen Augen und der leicht geöffnete Mund des Sterbenden, das gestreckte rechte Bein, das schlaff über die Pritsche hinausragt und der Krückstock unter der Bettstatt, der mit seinem abgewinkelten Ende über den Bilderrahmen hinausragt. Der Sterbende ruht, mit Kissen hochgebettet, entspannt auf dem Sterbebett und hält sein Sterbekreuz in den Händen und entschläft. Zwei Mönche in weiten Kukullen erleben ergriffen die letzten Atemzüge ihres Meisters.

#### König Sigisbert verleiht einen Schutzbrief
Der lateinische Titel in der bekrönenden Kartusche lautet: MERCES OPERARII, was sich mit Der Lohn des Arbeiters übersetzen lässt. Die Formulierung spielt auf Bibelstellen an, wo es heisst: Bleibt in diesem Haus, eßt und trinkt, was man euch anbietet; denn wer arbeitet, hat ein Recht auf seinen Lohn. Zieht nicht von einem Haus in ein anderes. (Lukas 10,7 ) und an anderer Stelle: Denn die Schrift sagt: „Du sollst dem Ochsen zum Dreschen keinen Maulkorb anlegen“, und: „Wer arbeitet, hat ein Recht auf seinen Lohn“. (1. Timotheus 5,18 ). Zum Dank für die Heilung seiner Verlobten Fridiburga und auf deren Anregung überreicht der fränkische König Sigibert III. dem Mönch Gallus eine Urkunde. Diese bescheinigt, dass ihm, Gallus, das Gebiet seiner Niederlassung zu eigen überlassen wird.

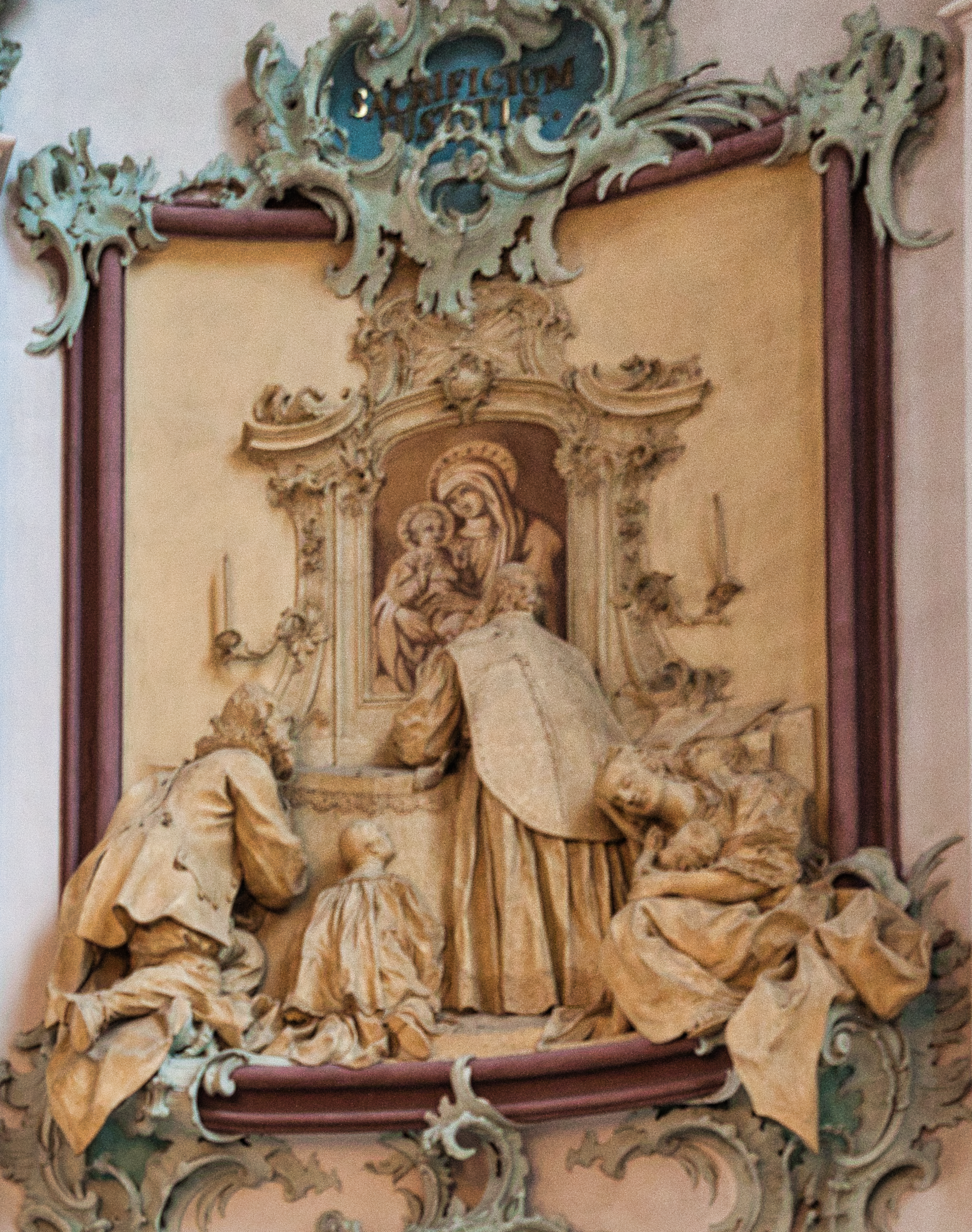
Messopfer der Gerechtigkeit

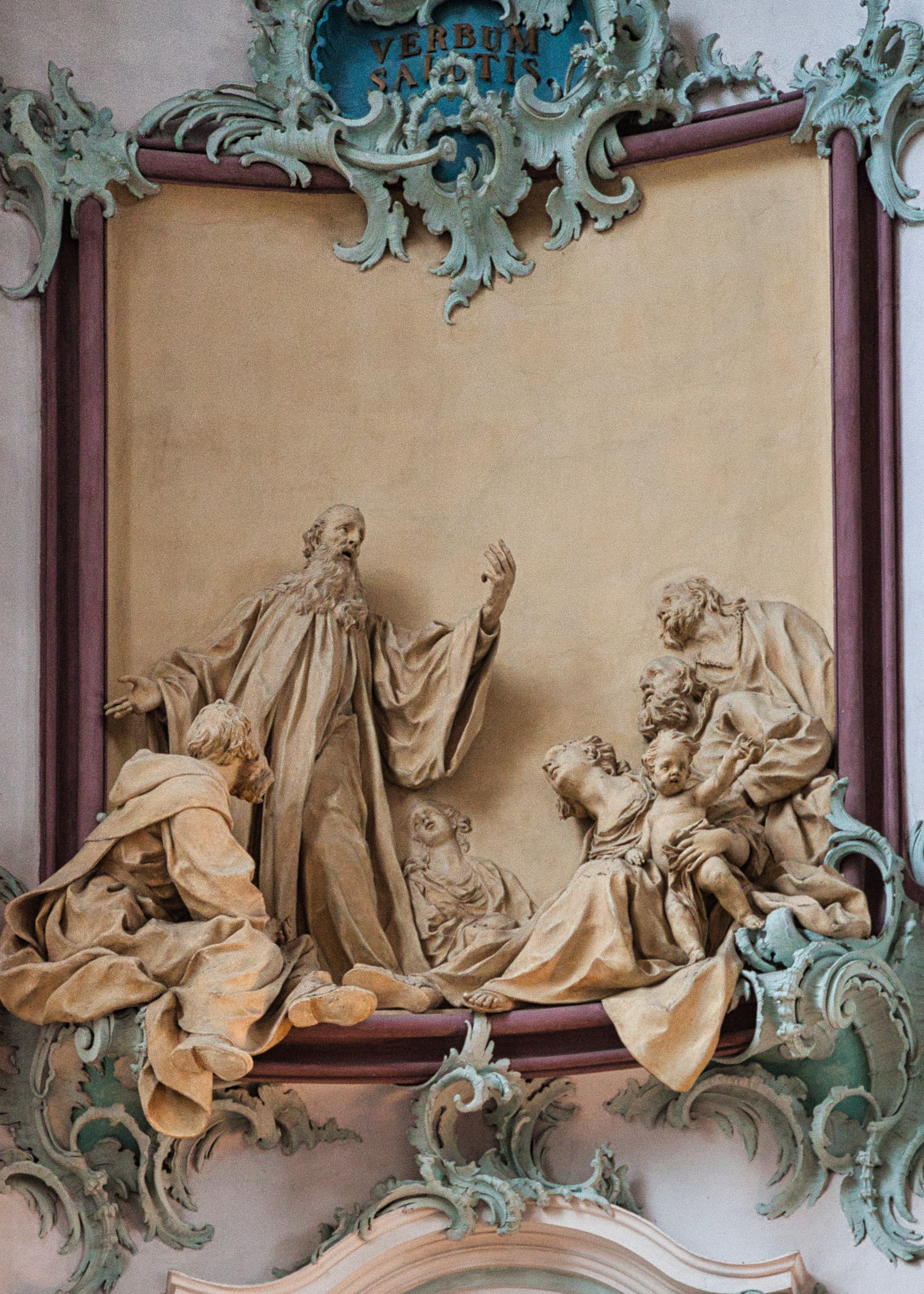
Gallus predigt

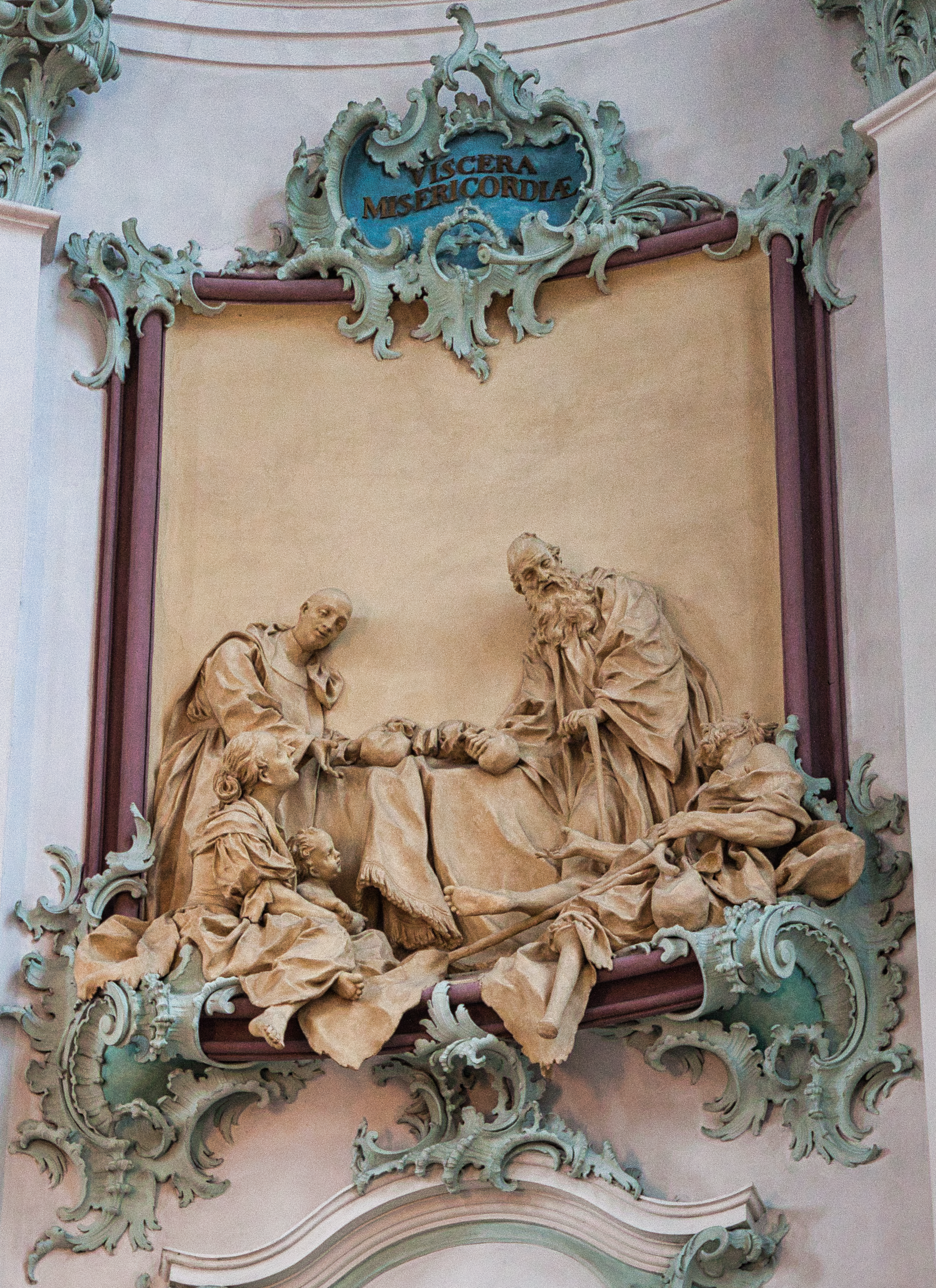
Der hl. Gallus gewährt den Armen Almosen

Der von rechts eingetretene König ist an seiner Zackenkrone und dem Szepter in der Rechten zu erkennen. Er redet vortretend auf Gallus ein und weist ihm mit seiner Linken das grosse Dokument vor. Gallus nimmt es in einer Haltung der Überraschung entgegen. Beider Hände sind angespannt, wie aus den abgespreizten Zeige- und Kleinfingern ersichtlich ist. Darin zeigt sich die hohe Bedeutung dieser Urkunde. Der König trägt über seiner Rüstung einen langen Königsmantel. Hinter ihm steht ein Krieger mit bebuschtem Helm und Hellebarde. Hinter Gallus wohnt ein Mönch der Urkundenübergabe gespannt bei.

#### Messe des heiligen Gallus
Die lateinische Inschrift in der Titelkartusche lautet: SACRIFICIUM IUSTITIÆ, was sich verstehen lässt als Opfer der Gerechtigkeit. Die Formulierung spielt an auf den Psalm: Das hast du getan, und ich soll schweigen? Meinst du, ich bin wie du? Ich halte es dir vor Augen und rüge dich. (Ps 50,21 ). Nachdem Gallus im Traum den Hinschied seines Abtes Kolumban erfahren hatte, schickt er sich an, eine Messe für dessen Seelenheil zu lesen. Es war seine erste Messe seit ihrer Trennung. Damit widerfährt Gallus Gerechtigkeit. Denn Kolumban hatte ihm verboten, Messe zu lesen, bis er von Kolumbans Tod erfahre. Das war die Auflage, mit der Kolumban Gallus für die Weigerung bestraft hatte, mit ihm weiterzuziehen. Ein Rokoko-Altar mit einem Ton in Ton gemalten Bild der Muttergottes bildet den Hintergrund und reicht bis zum oberen Rahmen. Die Kerzen auf den beiden Leuchter-Appliken sind angezündet, das Messbuch rechts von Gallus ist aufgeschlagen. Gallus, mit einer barocken Kasel mit Rückenkreuz, steht mit gefalteten Händen am Altar. Auf der Altarstufe kniet ein kleiner, kahlköpfiger Altardiener. Links schickt sich ein bärtiger Herr an, ergriffen niederzuknien. Er hat seinen Mantel so eilig abgestreift, dass dessen Ende unter das eine Bein zu liegen kam und über den Rahmen in den Raum hinunterhängt. Er ist vornehm im Stil des 18. Jahrhunderts gekleidet. Sein plissierter Radkragen charakterisiert ihn als der älteren Generation zugehörig. Auf der rechten Seite hat sich auf dem Rahmen eine junge Mutter niedergelassen. Ihr reich geschmücktes Kleid bildet einen weiten Bausch, der über Rahmen und Eck-Rocaille hinausquillt und weit hinunter zipfelt. Hinter ihr gibt sich eine weitere Frau der Andacht hin.

#### Predigt des heiligen Gallus
Mit VERBUM SALUTIS, auf Deutsch Wort des Heils, wird in der bekrönenden Titelkartusche das Thema auf Lateinisch angeschlagen. Dominant steht Gallus am linken Bildrand und wendet sich mit erklärender Geste und bewegter Mimik seinen Zuhörern zu. Gebannt lauscht links ein Mönch, der sich auf der Rocaille des Bilderrahmens niedergelassen hat, dem Wort des Heils. Rechts folgen Männer und Frauen aus dem Volk gespannt der Predigt des Heiligen. Das Kind scheint dessen Geste an die Betrachter weiterzugeben.

#### Gallus verteilt Almosen
Der lateinische Titel in der Rocaillenkartusche über dem Relief bringt in der Kurzform VISCERA MISERICORDIÆ, übersetzt etwa Barmherzigkeit aus dem Herzen, das Thema auf den Punkt. Die Formulierung spielt laut Poeschel an auf den Bibelvers: Durch die barmherzige Liebe unseres Gottes wird uns besuchen das aufstrahlende Licht aus der Höhe.(Lukas 1,78 ). Auch auf diesem Relief trägt Gallus, der rechts an den Tisch tritt, die Kukulle, ein weites, faltenreiches Gewand, das die Benediktinermönche sich zum Besuch des Gottesdienstes überziehen. Auf einen Stock gestützt, wendet er sich teilnehmend einem um eine Gabe heischenden Krüppel zu, der auf dem Boden liegt und dessen Holzbein über den Reliefrahmen hinausragt, sozusagen ein Wink mit dem Zaunpfahl an die Barmherzigkeit der Betrachter. Auf dem mit einer schweren Decke mit Fransenbordüre verdeckten Tisch in der Bildmitte liegen verpackte Gaben bereit. Eine davon ergreift Gallus, um sie dem Bettler zu geben. Der jugendliche Mönch in benediktinischer Tracht auf der linken Seite zeigt der erwartungsvoll vor ihm auf dem Boden sitzenden Mutter mit ihrem Kind seine offene Hand als Zusage, dass auch sie eine Gabe erhalten wird.

## Orgeln
Die Stiftskirche verfügt über drei Orgeln: die grosse Domorgel auf der Westempore sowie die Epistel- und die Evangelienorgel im Chor.
Die Geschichte der Orgeln reicht weit ins Mittelalter zurück. In der Zeit seit dem barocken Umbau der Kirche begnügte man sich lange mit den beiden Chororgeln, die 1768 und 1770 von Viktor Ferdinand Bossard (1699–1772) gebaut worden waren. Erst 1808–1810 erhielt die Kirche eine grosse Westempore für eine neue, große Hauptorgel, die 1811–1815 von Franz und Josef Frosch (München) erbaut wurde. Dieses Instrument hatte 60 Register auf vier Manualen und Pedal. Das Orgelgehäuse wurde 1811 von dem Stuckateur und Bildhauer Josef Simon Mosbrugger (Schoppernau, Bregenzer Wald) erbaut. Die «Frosch»-Orgel wurde von 1872 bis 1875 von Johann Nepomuk Kuhn völlig umgebaut, wobei ein Manual wegfiel. Sie hatte 55 Register, von denen 14 ganz oder teilweise neu gefertigt wurden. Das Gehäuse blieb unverändert.

### Hauptorgel

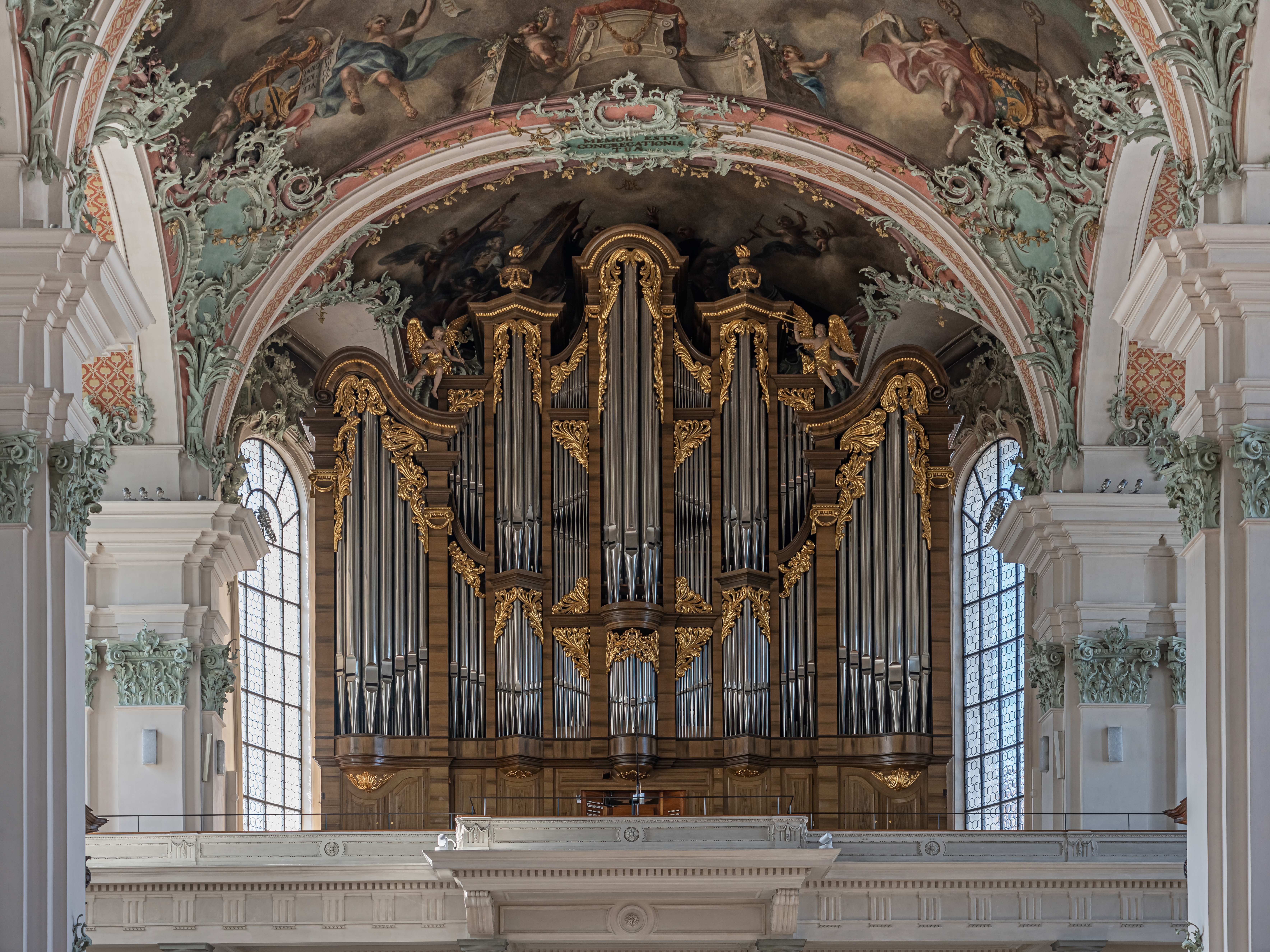
Hauptorgel

Im Zuge der Gesamtrestaurierung der Kirche (1961 bis 1967) wurde die heutige Hauptorgel konzipiert und 1968 durch Orgelbau Kuhn (Männedorf) gebaut. Von der alten Orgel Franz Joseph Froschs aus dem Jahr 1815 wurden die beiden seitlichen Pedaltürme übernommen. Im Übrigen wurde der Aufbau völlig neu entworfen. Das Instrument hat Schleifladen und mechanische Trakturen.
| I Positiv C–g3    |        |
| Quintatön         | 16′    |
| Harfenprincipal 0 | 08′    |
| Copula            | 08′    |
| Principal         | 04′    |
| Rohrflöte         | 04′    |
| Sesquialtera II   | 02 ⁄3′ |
| Superoctave       | 02′    |
| Octävlein         | 01′    |
| Mixtur III        | 02⁄3′  |
| Dulcian           | 16′    |
| Krummhorn         | 08′    |
| Schalmei          | 04′    |
| Tremulant         |        |

| II Hauptwerk C–g3   |         |
| Principal           | 16′     |
| Gambe               | 16′     |
| Praestant           | 08′     |
| Offenflöte          | 08′     |
| Gemshorn            | 08′     |
| Quinte              | 05 1⁄3′ |
| Octave              | 04′     |
| Koppelflöte         | 04′     |
| Pommer              | 04′     |
| Terz                | 03 1⁄5′ |
| Quinte              | 02 ⁄3′  |
| Octave              | 02′     |
| Flachflöte          | 02′     |
| Cornett V           | 08′     |
| Grossmixtur V–VII 0 | 02′     |
| Kleinmixtur IV      | 01 ⁄3′  |
| Bombarde            | 16′     |
| Trompete            | 08′     |

| III Schwellwerk C–g3 |         |
| Gedackt              | 16′     |
| Holzoctave           | 08′     |
| Metallgedackt        | 08′     |
| Viola                | 08′     |
| Unda Maris           | 08′     |
| Principal            | 04′     |
| Harfpfeife           | 04′     |
| Querflöte            | 04′     |
| Quinte               | 02 ⁄3′  |
| Nachthorn            | 02′     |
| Terz                 | 01 3⁄5′ |
| Plein jeu IV 0       | 02′     |
| Basson               | 16′     |
| Trompette harmonique | 08′     |
| Hautbois             | 08′     |
| Clairon              | 04′     |
| Tremulant            |         |

| IV Kronwerk C–g3 |         |
| Rohrgedackt      | 08′     |
| Quintade         | 08′     |
| Principal        | 04′     |
| Spitzgedackt     | 04′     |
| Flautino         | 02′     |
| Zink III         | 01 3⁄5′ |
| Nasat            | 01 ⁄3′  |
| Scharf V         | 01′     |
| Farbcymbel III 0 | 01⁄14′  |
| Holzregal        | 16′     |
| Vox Humana       | 08′     |
| Tremulant        |         |

| Pedal C–f1      |         |
| Principal       | 32′     |
| Praestant       | 16′     |
| Flötbass        | 16′     |
| Subbass         | 16′     |
| Octave          | 08′     |
| Spitzflöte      | 08′     |
| Basszink III    | 05 1⁄3′ |
| Octave          | 04′     |
| Blockflöte      | 04′     |
| Mixtur V        | 02 ⁄3′  |
| Piffaro         | 02′     |
| Kontrafagott    | 32′     |
| Posaune         | 16′     |
| Fagott          | 16′     |
| Trompete        | 08′     |
| Clairon         | 04′     |
| Singend Cornett | 02′     |

- Koppeln: IV/I, I/II, III/I, III/II; I/P, II/P, III/P
- Sonstiges: Balanciers

### Chororgeln
Die beiden Chororgeln wurden 1768 und 1770 von Viktor Ferdinand Bossard (1699–1772) erbaut. Sie sind spiegelbildlich zueinander angeordnet und befinden sich im Chorraum, jeweils seitlich über dem Chorgestühl. Die Spieltische sind links und rechts in das Chorgestühl eingebaut. Die Orgeln wurden 1966–1967 durch Mathis Orgelbau restauriert.
| I Epistelorgel C–f3 |        |
| Gross Bourdon       | 16′    |
| Principal           | 08′    |
| Copell              | 08′    |
| Quintatön           | 08′    |
| Viola (Schwebung)   | 08′    |
| Octav               | 04′    |
| Flut dous           | 04′    |
| Flageolett          | 02′    |
| Larigott            | 01 ⁄3′ |
| Fournitur III       | 02′    |
| Cornetto II         | 02 ⁄3′ |
| Trompeten           | 08′    |

| Pedal Epistelorgel C–d1 |     |
| Praestant               | 16′ |
| Subbass                 | 16′ |
| Principal               | 08′ |
| Cello                   | 08′ |
| Mixtur III              | 04′ |
| Bombard                 | 16′ |
| Trompeten               | 08′ |

| II Evangelienorgel C–f3 |        |
| Principal               | 8′     |
| Gamba                   | 8′     |
| Copell                  | 8′     |
| Flaut travers           | 8′     |
| Octav                   | 4′     |
| Flauto                  | 4′     |
| Quint fleuten           | 2 ⁄3′  |
| Superoktav              | 2′     |
| Tertia                  | 1 3⁄5′ |
| Mixtur III              | 1 ⁄3′  |
| Vox humana              | 8′     |
| Tremolo                 |        |

| Pedal Evangelienorgel C–d1 |     |
| Subbass                    | 16′ |
| Principalbass              | 08′ |
| Cello                      | 08′ |
| Octava                     | 04′ |

- Koppeln: II/I, I/P.
- Spielhilfen: Sperrventil zum Pedal
- Stimmung: Neidhardt III 1724

## Geläut
Die Stiftskirche verfügt über ein barockes Geläut. Die neun Glocken in den beiden Türmen stammen von unterschiedlichen Giessern, die grösstenteils im Bodenseeraum tätig waren. Die beiden grossen Glocken im Nordturm sind bedeutende Zeugnisse der Zuger Glockengiesser Keiser. Aufgrund dieser Glocken ist das Geläut das tontiefste der Schweiz. Die Dreifaltigkeitsglocke besitzt mit e0 den gleichen Schlagton wie die Grosse Glocke des Berner Münsters. An Gewicht wird sie aber noch von der Sakramentsglocke (ca. 8.800 kg) der kath. Kirche in Berneck SG (Schlagton f0) übertroffen. In den beiden Turmlaternen sind zwei weitere Glocken untergebracht. Musiktheoretisch gesehen entspricht das Gesamtgeläut keiner erkennbaren harmonischen oder melodischen Struktur.
Besonders hervorzuheben ist die noch originale, also unveränderte Ausstattung des Geläuts mit seinen Glocken. Der Diakon und Glockenexperte Hans Jürg Gnehm (* 1953) aus Affeltrangen vergleicht es mit der Kathedrale Freiburg. Zudem sei es durch seine Monumentalität und Unverwechselbarkeit von europäischem Rang.
| Glocke | Name                    | Gussjahr | Giesser, Gussort                          | Masse     | Nominal | Inschrift / Bemerkung |
| ------ | ----------------------- | -------- | ----------------------------------------- | --------- | ------- | --------------------- |
| 1      | Dreifaltigkeit          | 1768     | Peter Ludwig I. Keiser                    | ≈ 8100 kg | e0      |                       |
| 2      | Herz Jesu               | 1767     | Peter Ludwig I. Keiser                    | 5400 kg   | g0      |                       |
| 3      | Muttergottes            | 1633     | Jean Girard, La Mothe (Lothringen)        | 2750 kg   | h0      |                       |
| 4      | Michael / Ave Maria     | 1767     | Peter Ludwig I. Keiser                    | 1950 kg   | cis1    |                       |
| 5      | Gallus / Konventsglocke | 1702     | Andreas Aporta, Feldkirch                 | 1700 kg   | d1      |                       |
| 6      | Schutzengel             | 1766     | Johann Heinrich Ernst, Lindau             | 1202 kg   | f1      |                       |
| 7      | Heiligkreuz             | 1772     | Johann Leonhard IV. Rosenlächer, Konstanz | 0552 kg   | a1      |                       |
| 8      | St. Johannes            | 1707     | J. B. Ernst /Andreas Aporta, Feldkirch    | 0492 kg   | c2      |                       |
| 9      | Armen-Seelen            | 1616     | Hieronymus Gesus, Konstanz                | 0403 kg   | dis2    |                       |